# Schotstek
Der Schotstek wird verwendet, um zwei Seile von unterschiedlichem Durchmesser zu verbinden. Bei ruckartigem Zug ist er jedoch nicht völlig zuverlässig und kann bei glattem oder synthetischem Material aufgehen. Er sollte immer mit zwei Enden aus ähnlichem Material gebunden werden, da er sonst aufgeht.
Der Einfache Schotstek ist aber nicht geeignet bei Seilen von sehr unterschiedlichem Durchmesser, da der Knoten abrutschen und sich lösen kann.
Auch wenn sich Dicke und Steifheit nur wenig unterscheiden, ist der Doppelte Schotstek zu bevorzugen. Dieser ist nicht stärker, aber sicherer.

## Namen und Geschichte
Der Knoten trägt aufgrund seiner Verbreitung unterschiedlichste Namen.
Früher banden Seeleute diesen Knoten in eine Schot, mit dem ein Segel getrimmt wurde. Daher stammt der Name Schotstek. Deutsche Feuerwehrleute nennen ihn Schotenstich.
Beim THW heißt er Hinterstich und für Pfadfinder ist er der Weberkreuzknoten oder auch gekreuzter Weberknoten, um ihn vom als „Weberknoten“ bezeichneten Kreuzknoten zu unterscheiden.
Bei Webern gibt es eine Vielzahl von Knoten mit dem Namen Weberknoten. Gewöhnlich wird aber in der einschlägigen Literatur der hier beschriebene Knoten als Weberknoten bezeichnet. Er unterscheidet sich vom Schotstek insofern, als er zwar die gleiche Form hat, aber in dünnem Material auf eine ganz bestimmte Weise gebunden wird.
Auch von österreichischen Feuerwehrleuten wird der Knoten als Weberknoten bezeichnet.

## Eigenschaften
Der Schotstek halbiert in etwa die Belastbarkeit des Seiles. Er lässt sich auf Slip legen und ist dann auch unter starker Belastung lösbar. Bei niedriger bis keiner Belastung besteht bei diesem Knoten mit oder ohne Slip die Gefahr, dass er sich löst. Er sollte daher nur für Verbindungen auf ständigen Zug verwendet werden.
Der Schotstek besteht strukturell aus einer Bucht, die durch einen Halben Schlag bekniffen wird. Bei unterschiedlich starken Leinen muss darauf geachtet werden, dass der dicke Tampen die Bucht bildet.
In seiner Form entspricht der Schotstek dem Palstek mit innenliegendem Ende. Der Unterschied ist nur, dass die feste Part der dicken Leine nicht mit der losen Part der dünnen zu einer Schlaufe verbunden ist.

## Knüpfen
Der Schotstek erhält seine Stabilität dadurch, dass die stehende Part des einen Seils das lose Ende des anderen Seils bekneift.
Darum ist der unzuverlässigere Schotstek (Ashley-Nr. 1432) bei unterschiedlicher Beschaffenheit der Seile zu vermeiden.
Beim "richtig" geknüpften Schotstek zeigen die losen Enden auf die gleiche Seite. Bei der "falsch" geknüpften Variante zeigen die losen Enden in verschiedene Richtungen, und die stehenden Enden liegen aneinander, so dass die Reibung zwischen den beiden Seilen hauptsächlich auf der "stehenden" Seite des Knotens liegt; es bleibt nicht genug Zugkraft zum Bekneifen der losen Enden, und der Knoten kann sich auch unter Zug leichter lösen.

### Richtig und falsch ausgeführt

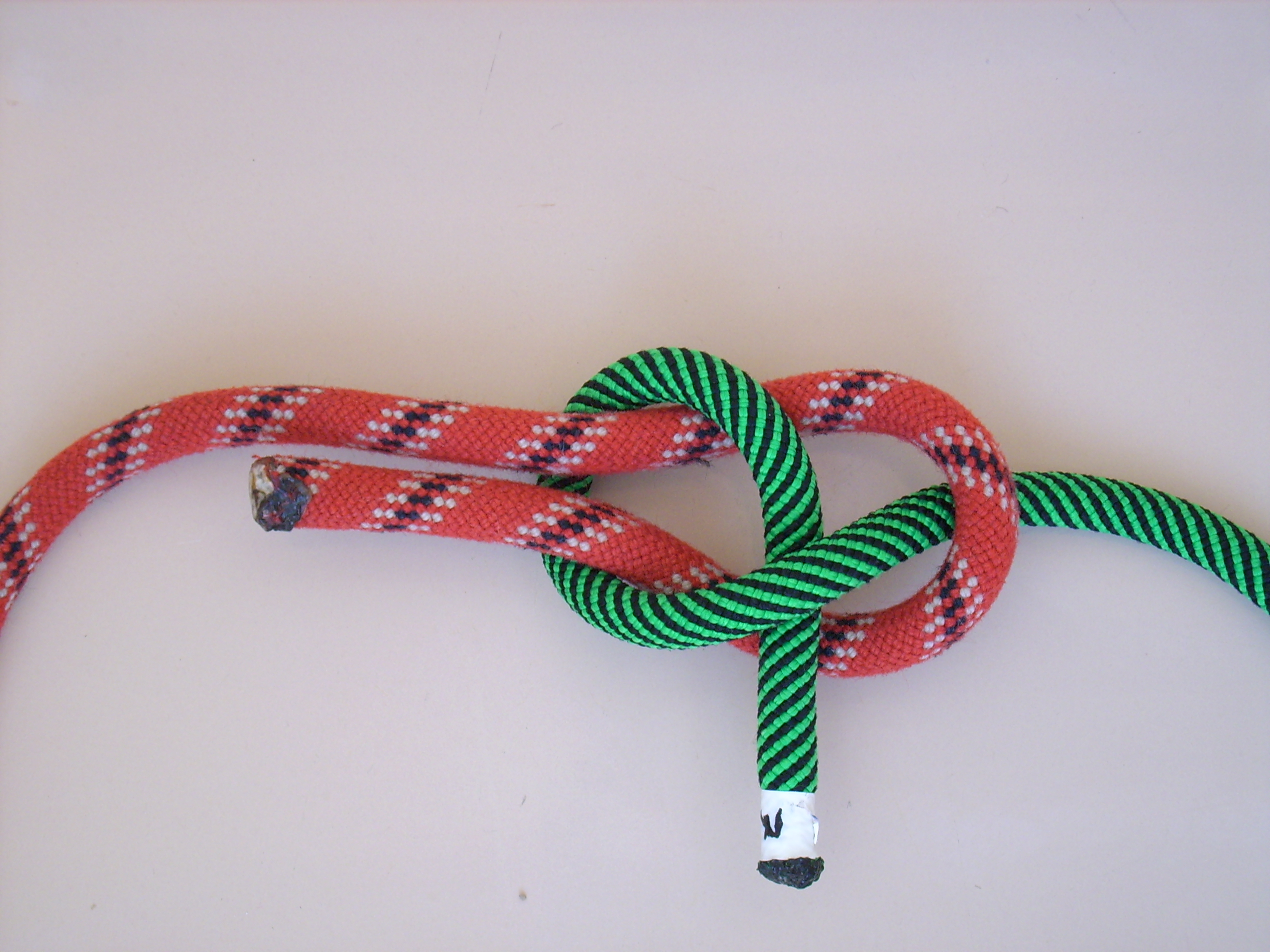
Richtig: Die losen Enden sind auf der gleichen Seite.
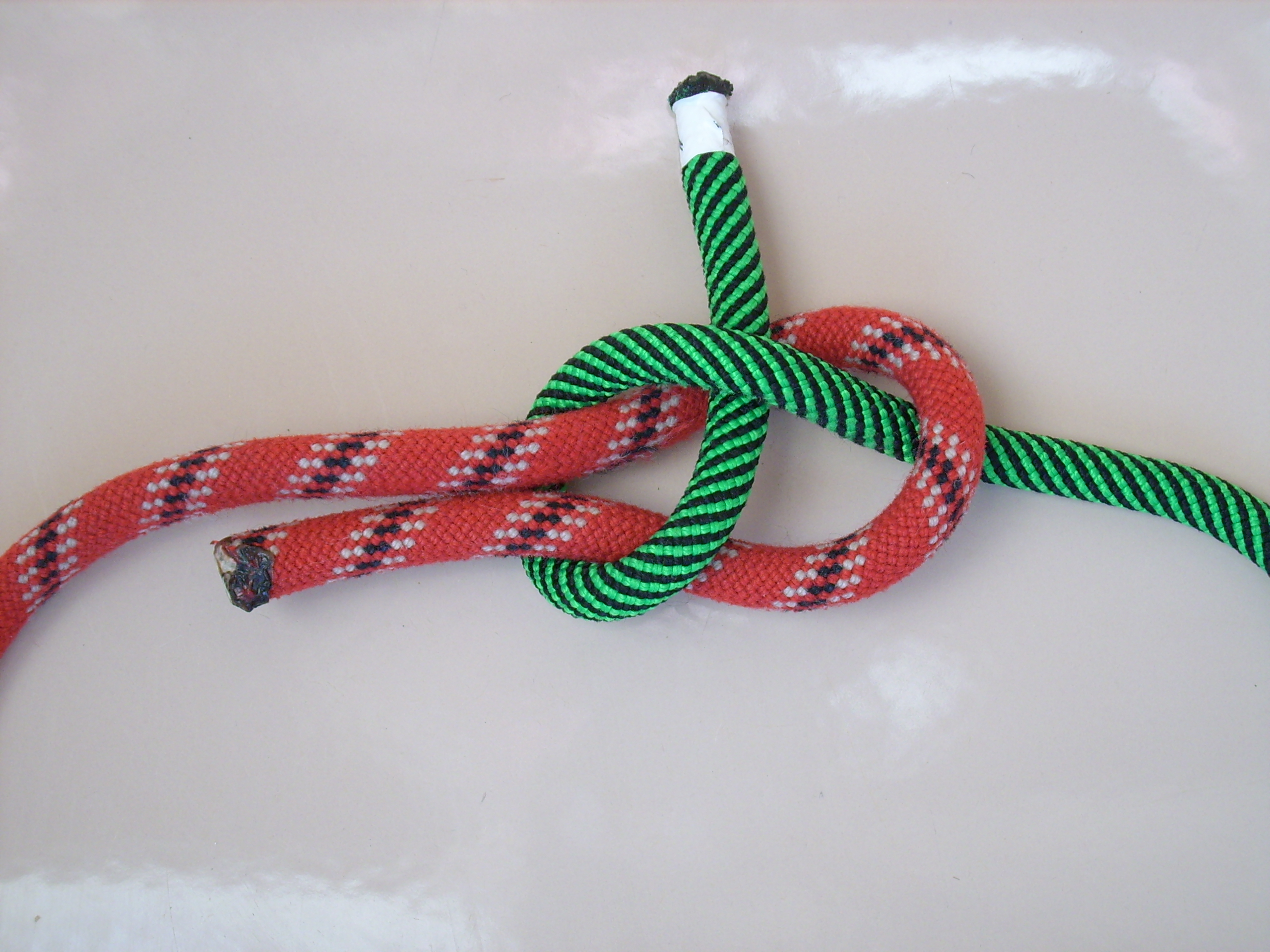
Falsch: Der unzuverlässige Schotstek. Die losen Enden zeigen in verschiedene Richtungen. (Ashley # 492, 1432, 3786)

### Knüpfmethode 1

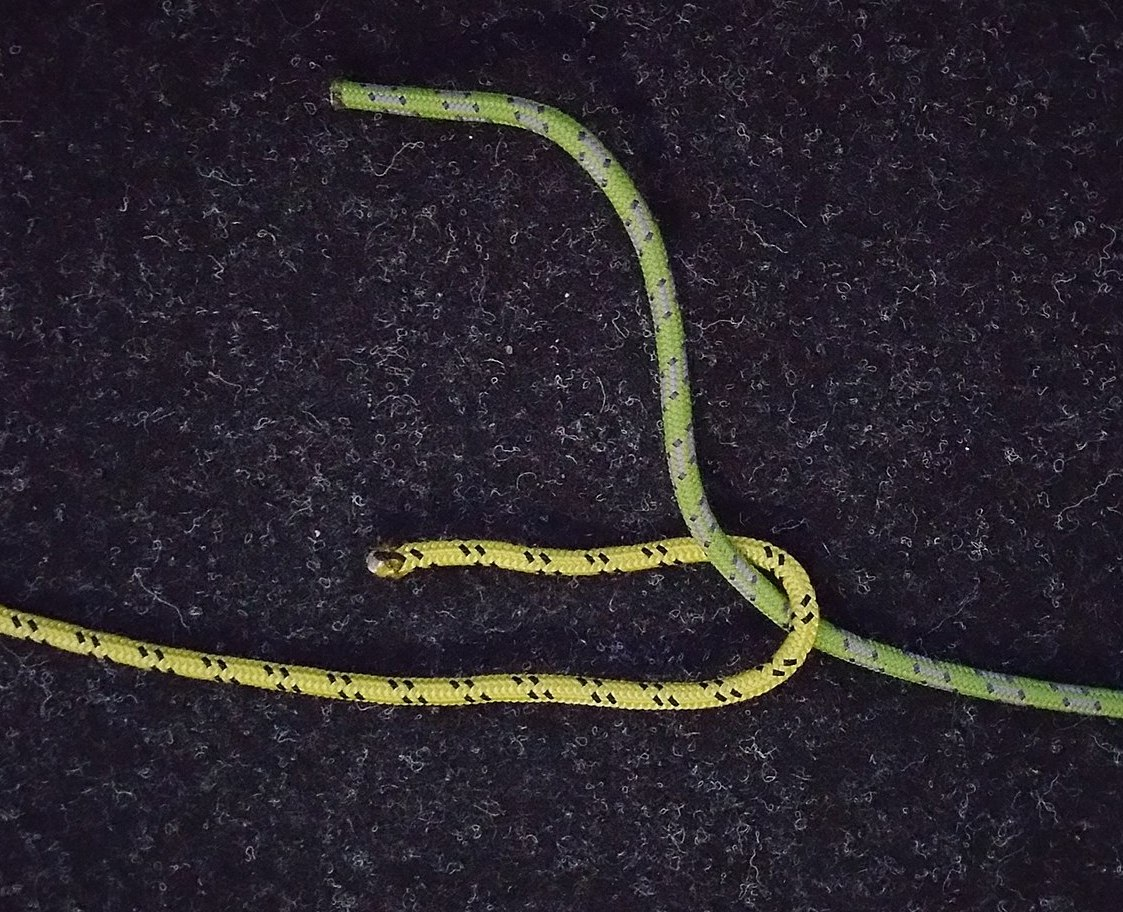
In das gelbe Ende wird eine Bucht gelegt. Das lose Ende liegt oben. Mit dem grünen Arbeitsende fährt man von unten in die (gelbe) Bucht und über die lose Part (gelb).
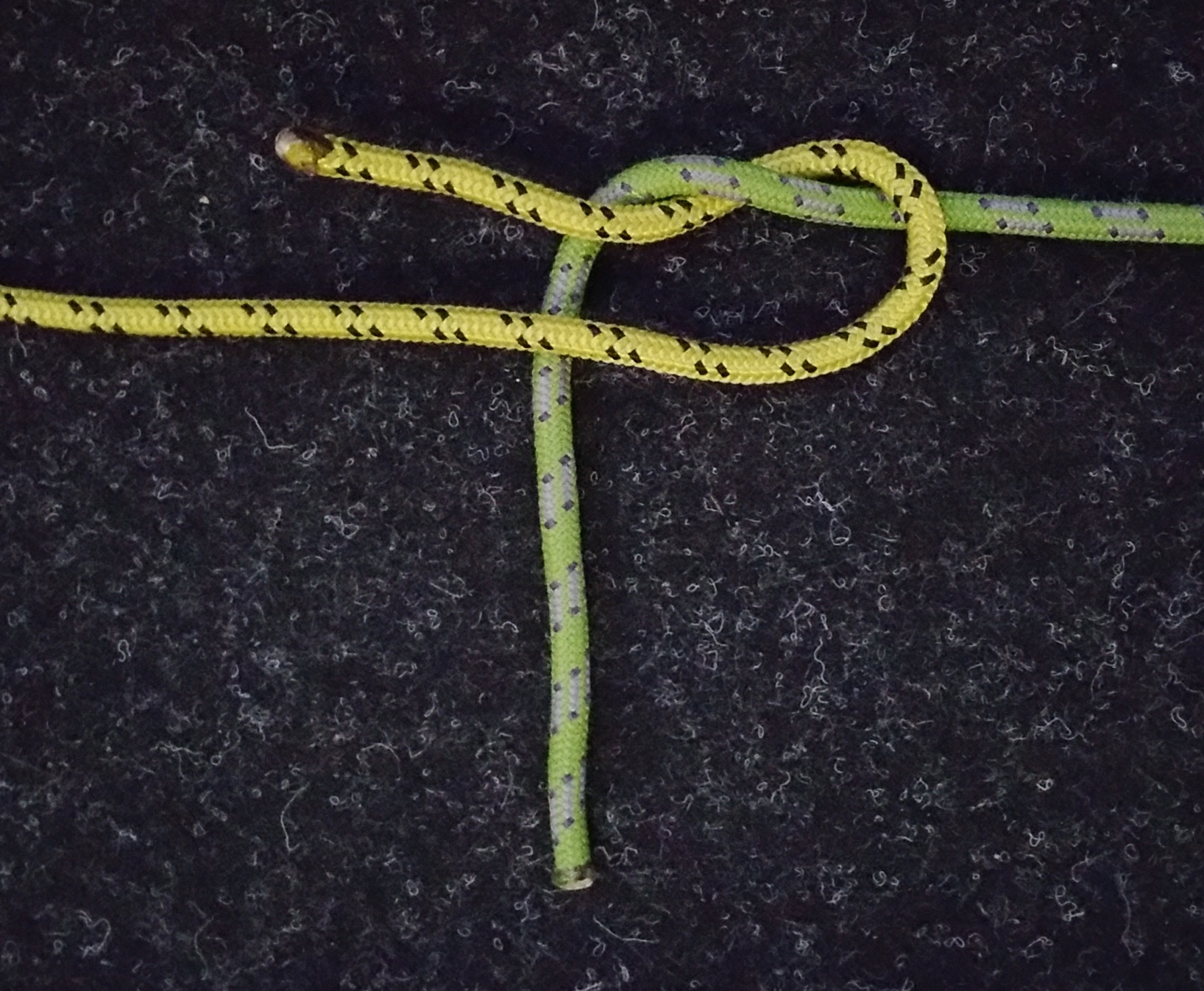
Nun steckt man das grüne Ende unter die (gelbe) Bucht nach unten hindurch
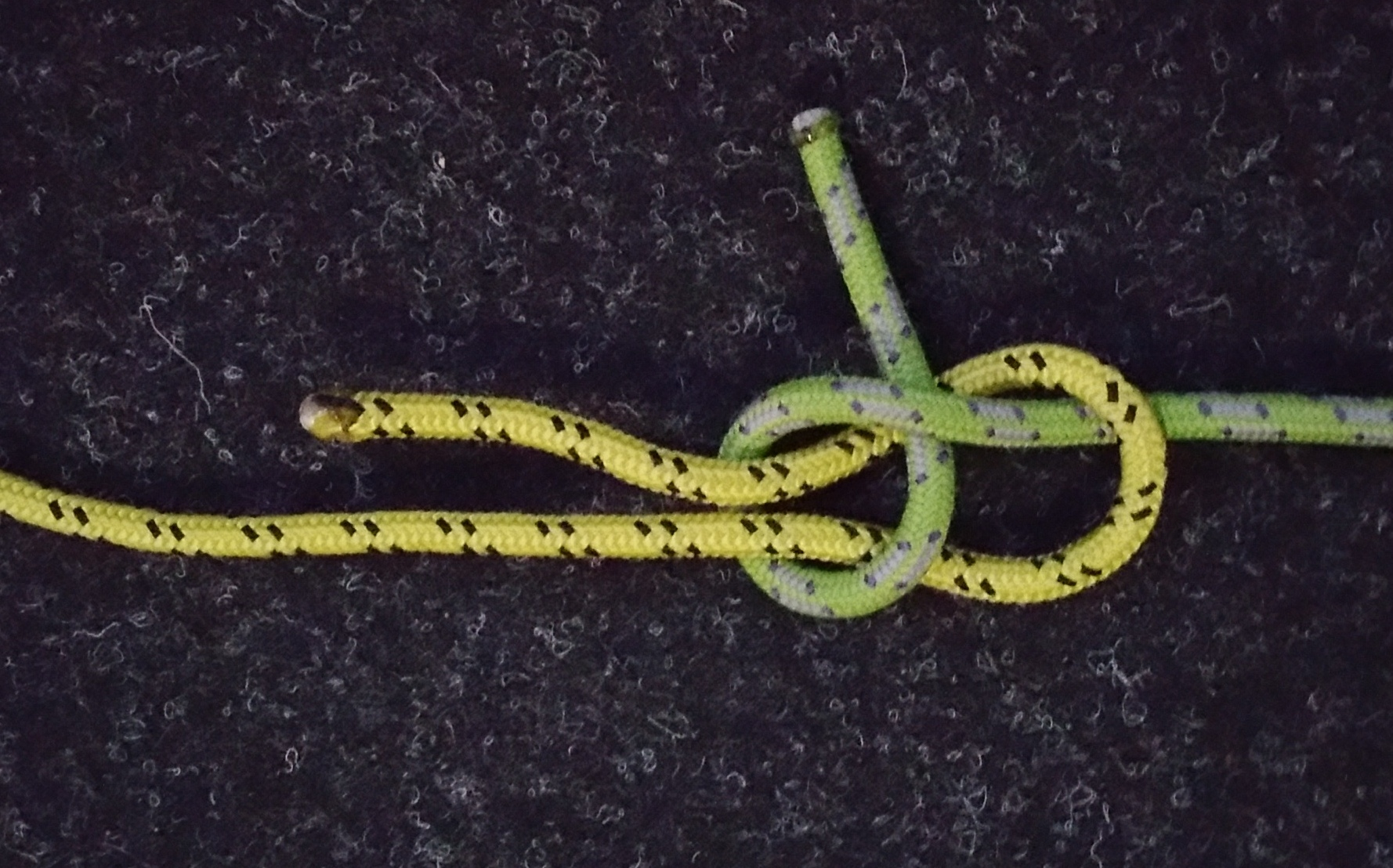
und oben zurück über die gelbe Bucht und unter das grüne Seil. Am Ende liegen beide losen Enden auf der gleichen Seite.
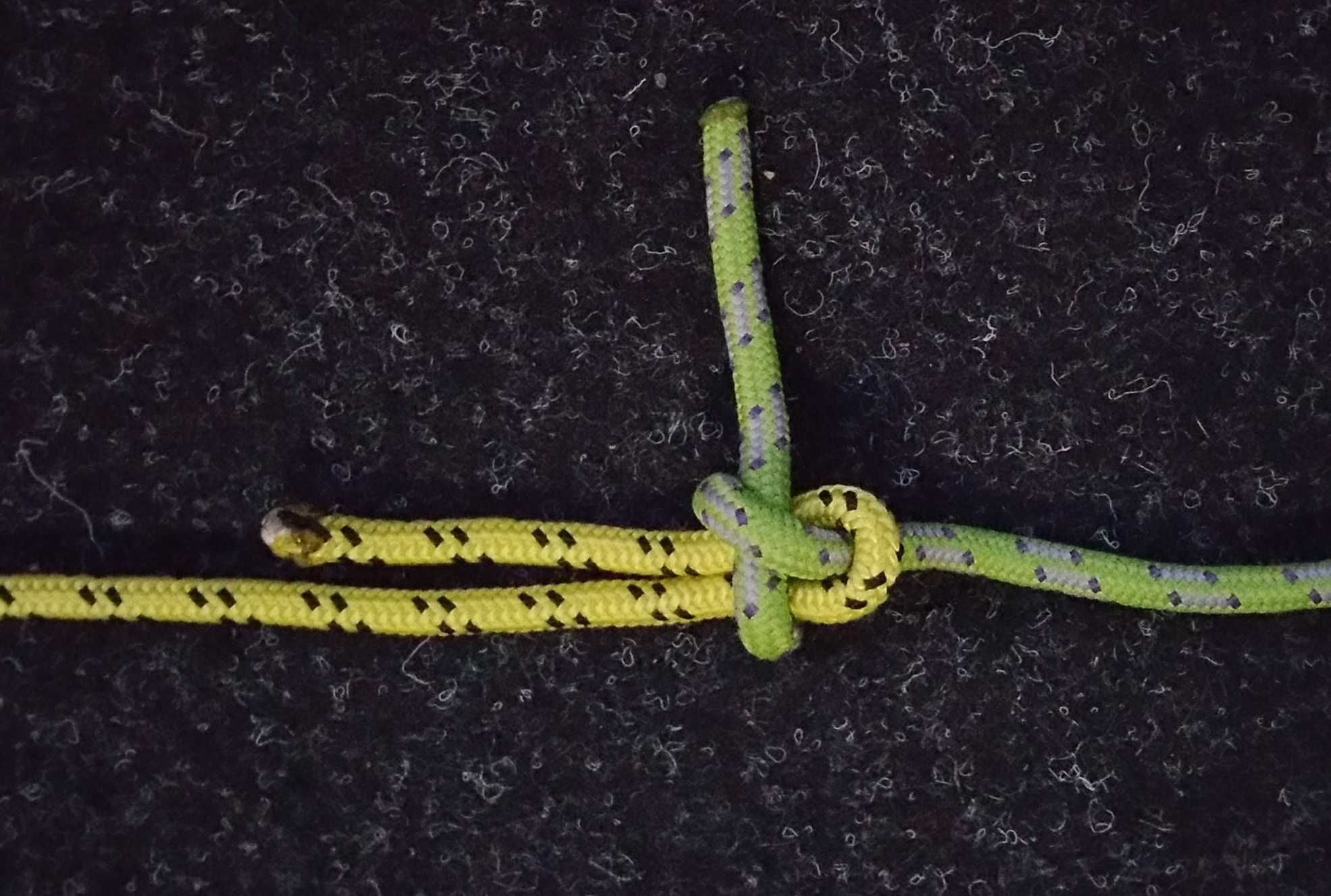
Noch zuziehen und fertig.

### Knüpfmethode 2
Diese Methode, den Schotstek zu knüpfen, ist einfach und schnell.

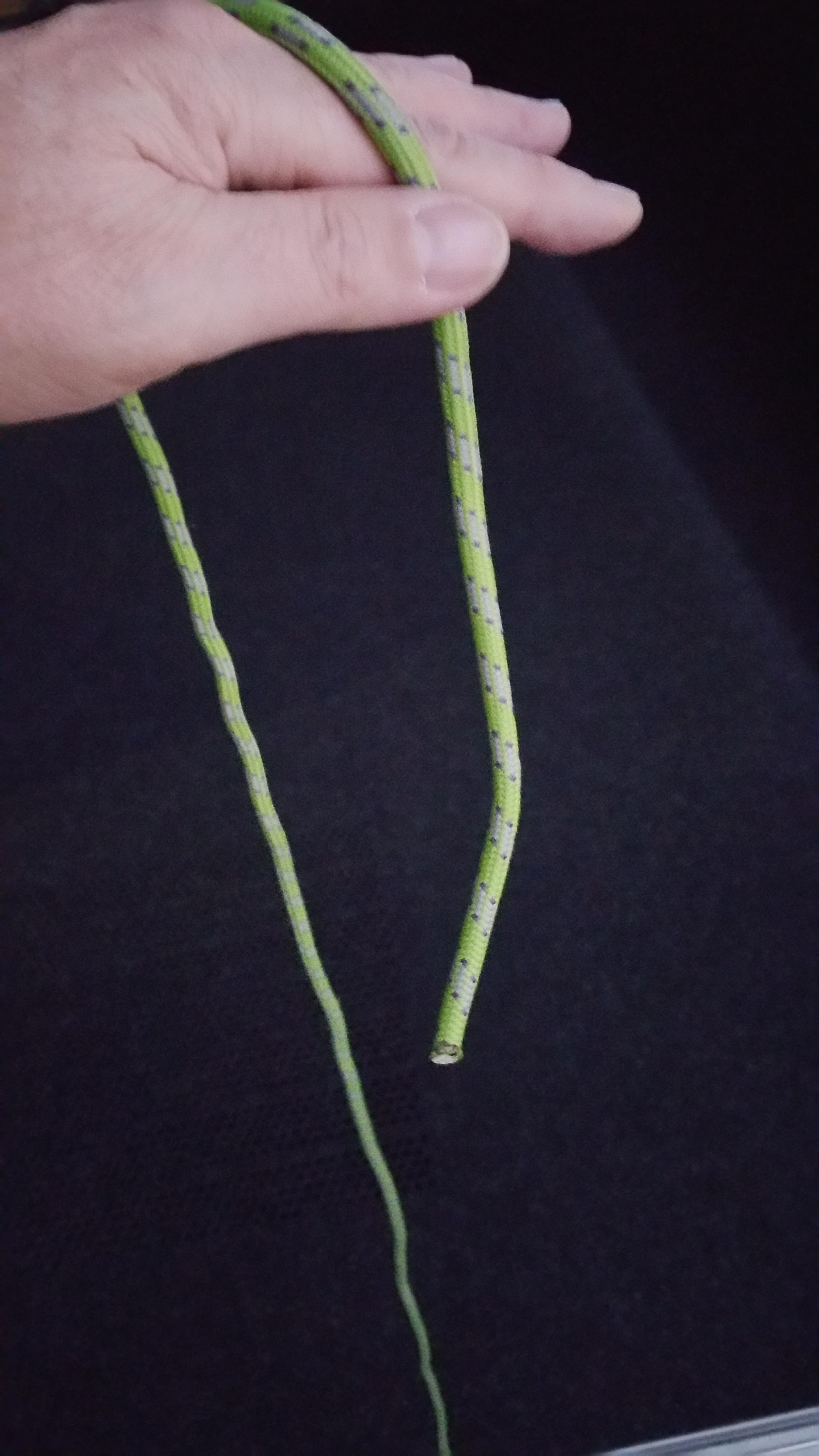
Man nimmt das eine Seil (grün) so über die Hand, dass das kurze Ende zwischen Daumen und Zeigefinger herunter hängt
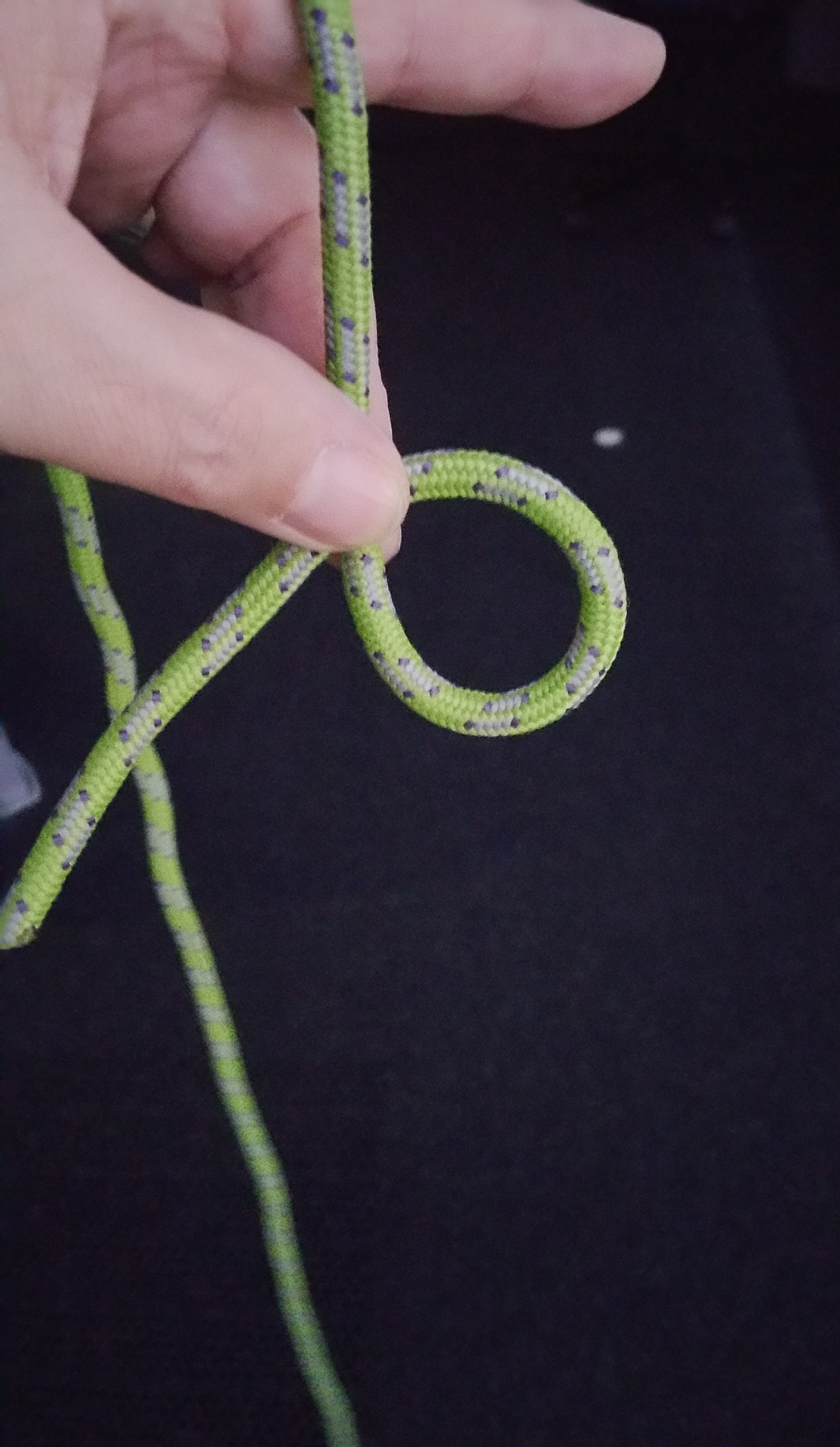
Nun legt man mit dem kurzen Ende ein rechtsgängiges Auge
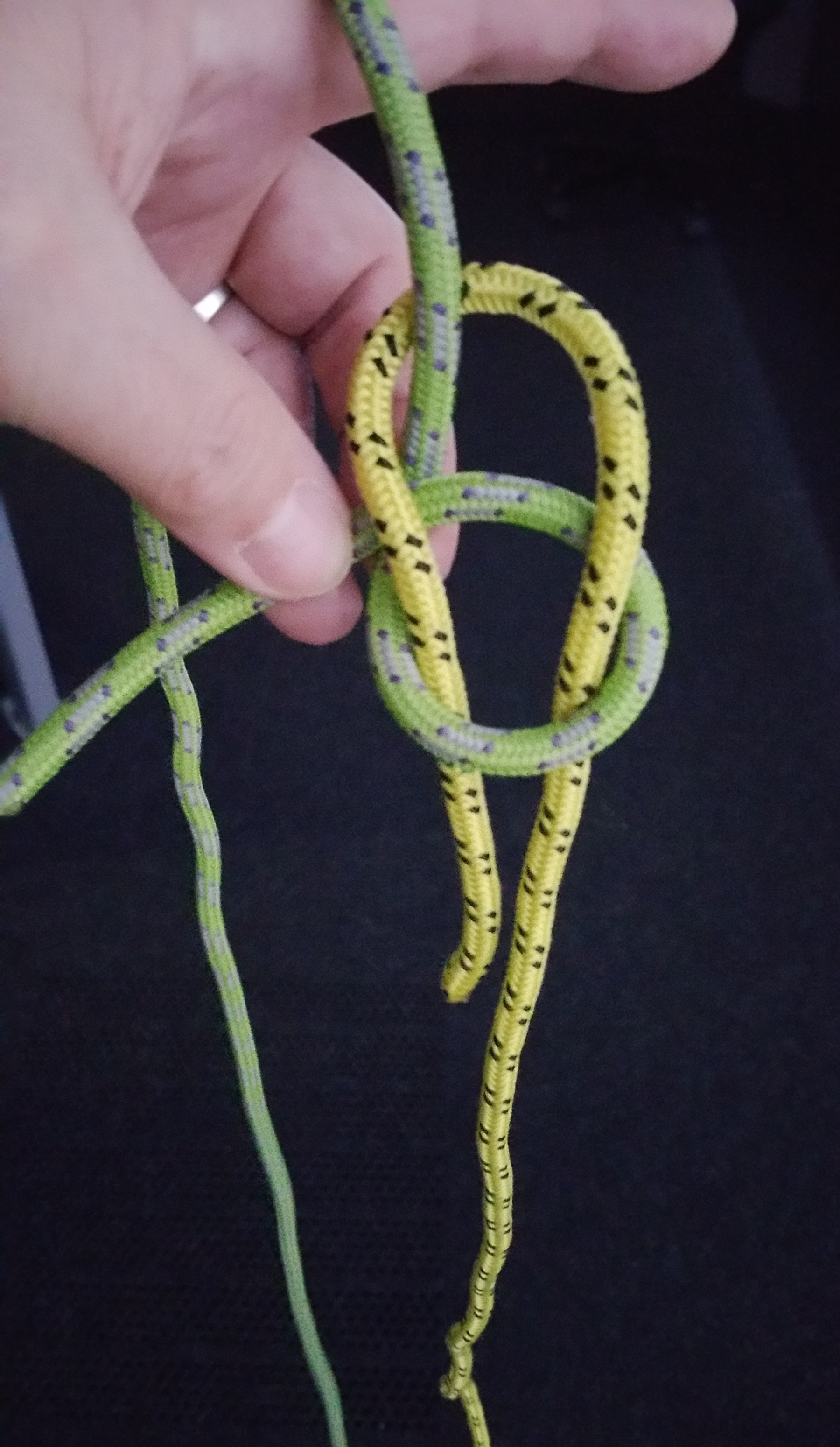
Mit dem anderen Seil (gelb) fährt man von unten durch das Auge und von rechts unter dem grünen Seil vorbei und geht wieder durch das Auge nach unten
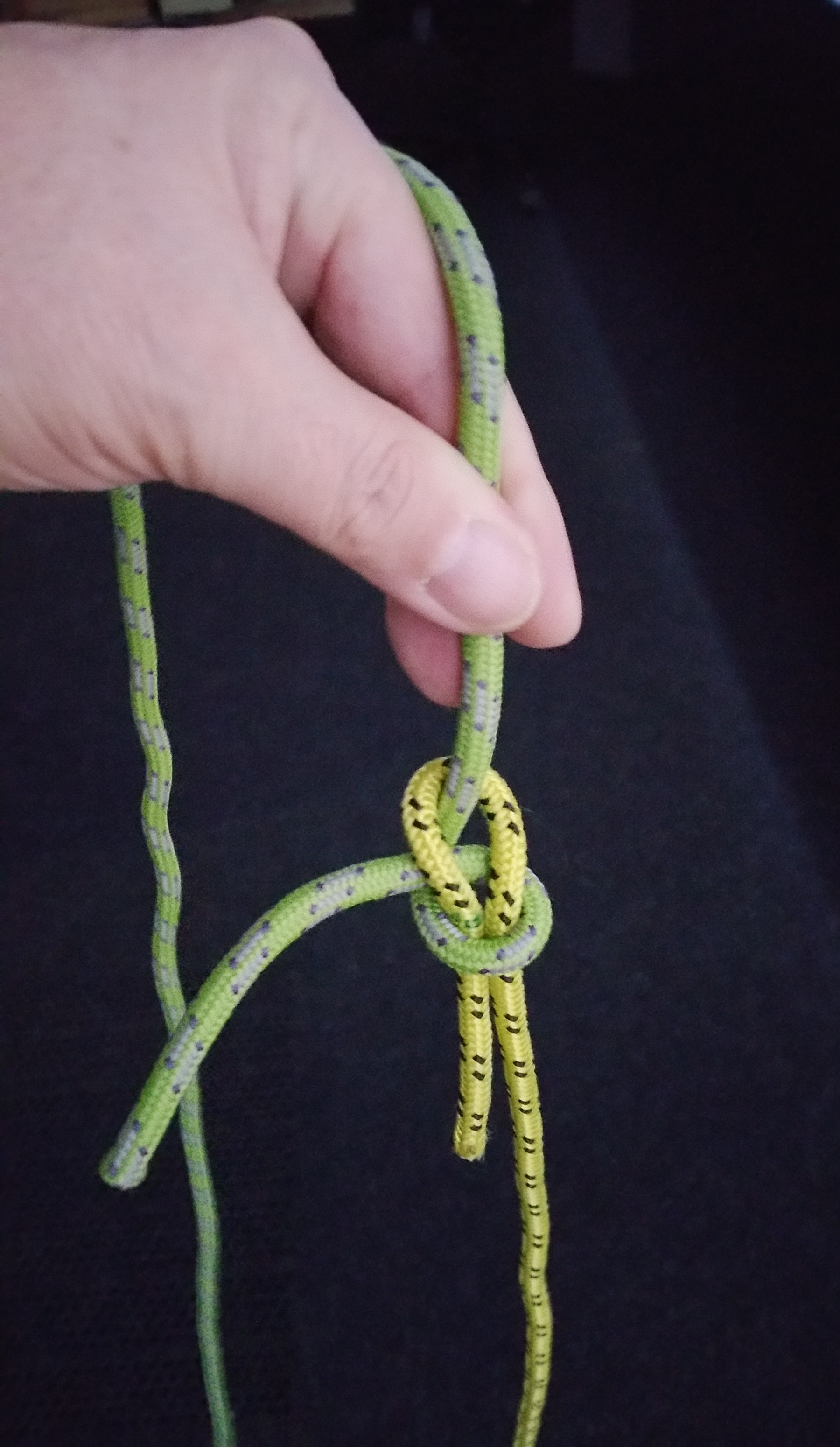
Noch zuziehen und fertig. Dies ist die „Rückseite“ des Schotsteks.
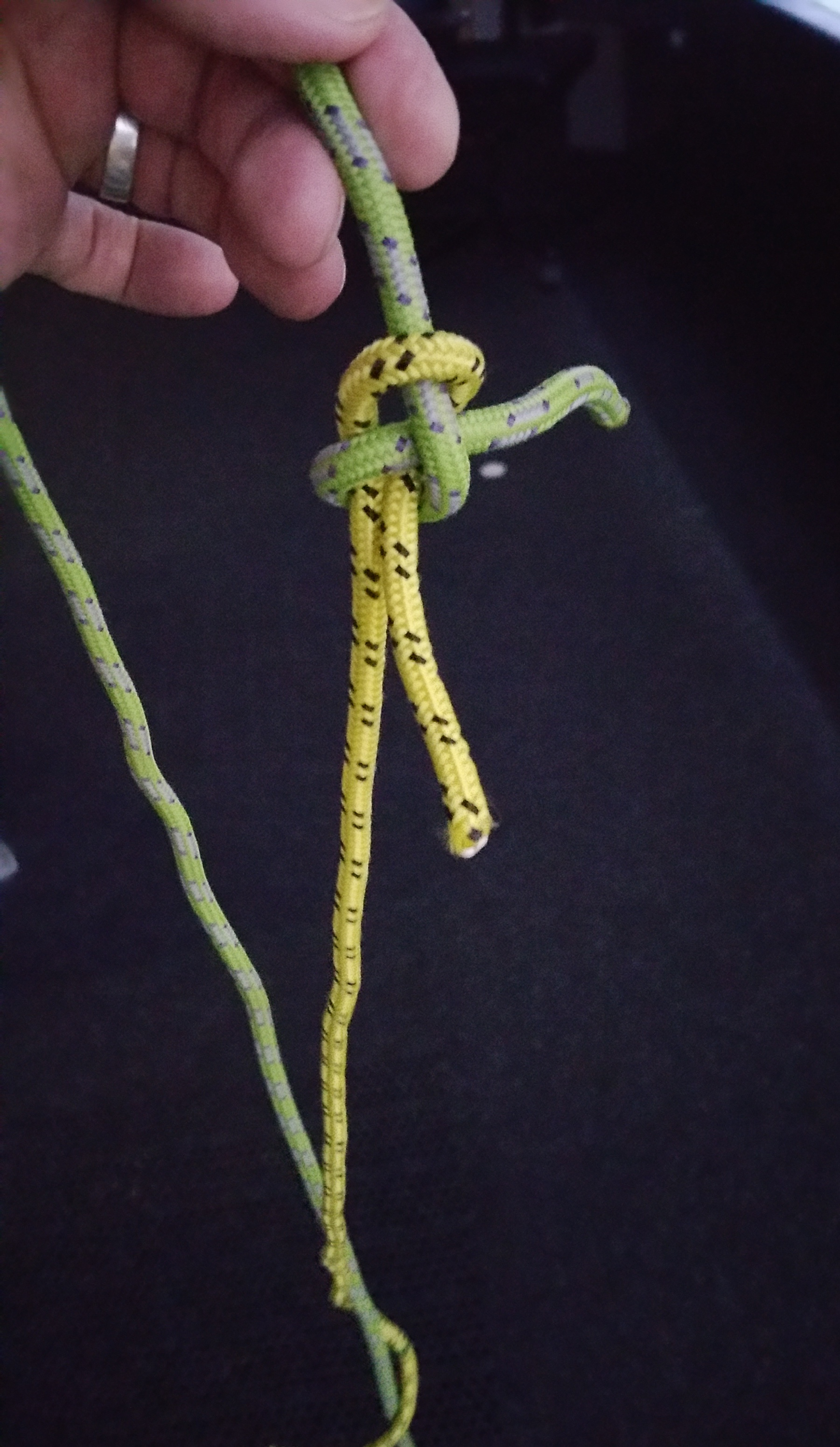
Und hier sieht man die „Vorderseite“. Die losen Enden liegen auf einer Seite!

### Knüpfmethode 3 (Knüpfweise der Weber)
Die hier gezeigte Anleitung ist eine gängige Methode, wie die Weber diesen Knoten knüpfen, um dünne Materialien, wie bspw. 2 Garne miteinander zu verbinden. Bei ihnen heißt er „Einfacher Weberknoten“. Von der Knotenstruktur ist dieser Weberknoten identisch mit dem Schotstek, nur die Knüpfweise und die normalerweise verwendeten dünneren Materialien sind unterschiedlich.
Aus Anschauungsgründen werden hier aber Reepschnüre verwendet.

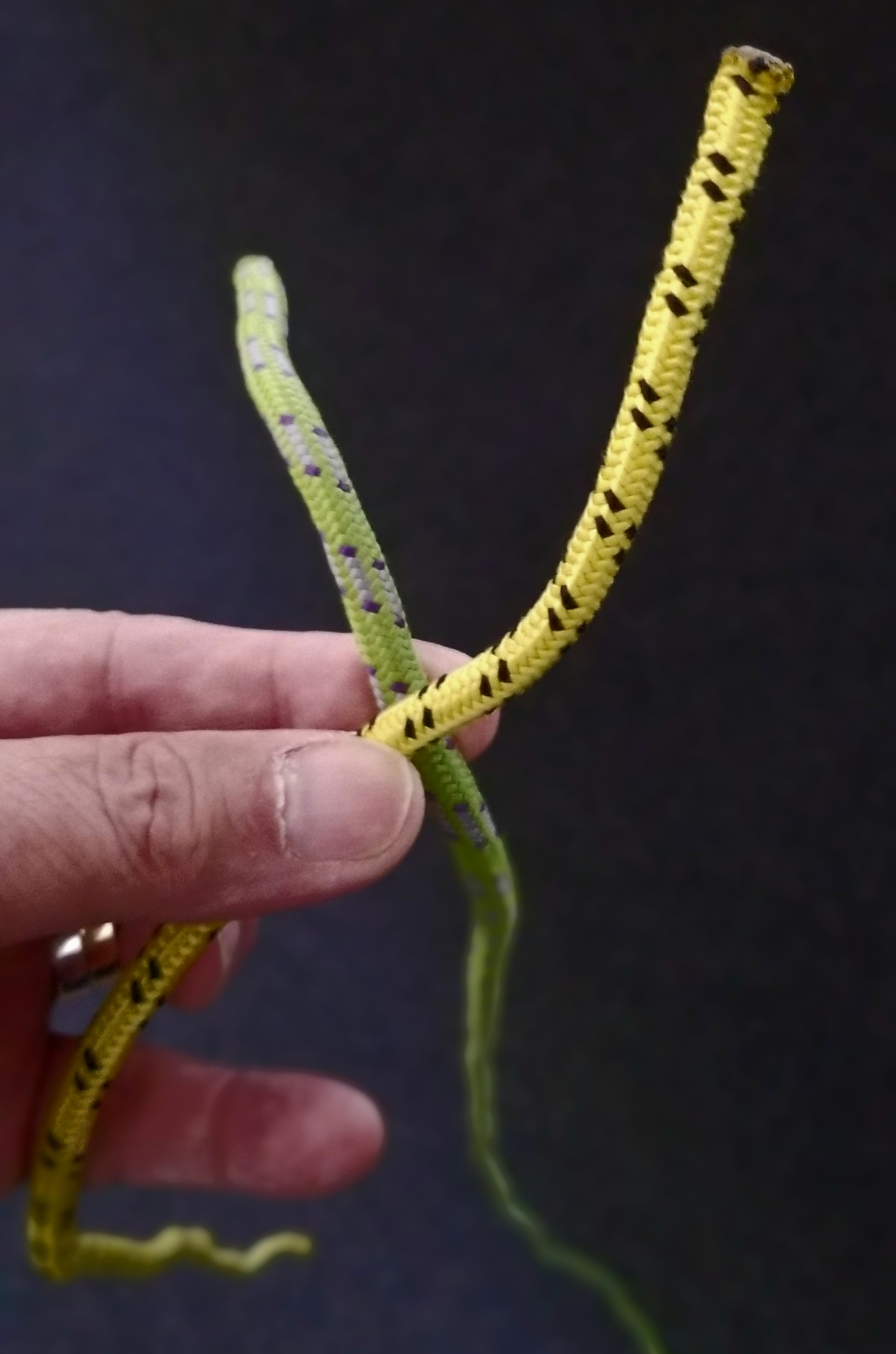
Man kreuzt die zwei Enden in der gezeigten Weise und hält sie in der linken Hand zwischen dem Daumen und dem Zeigefinger fest.
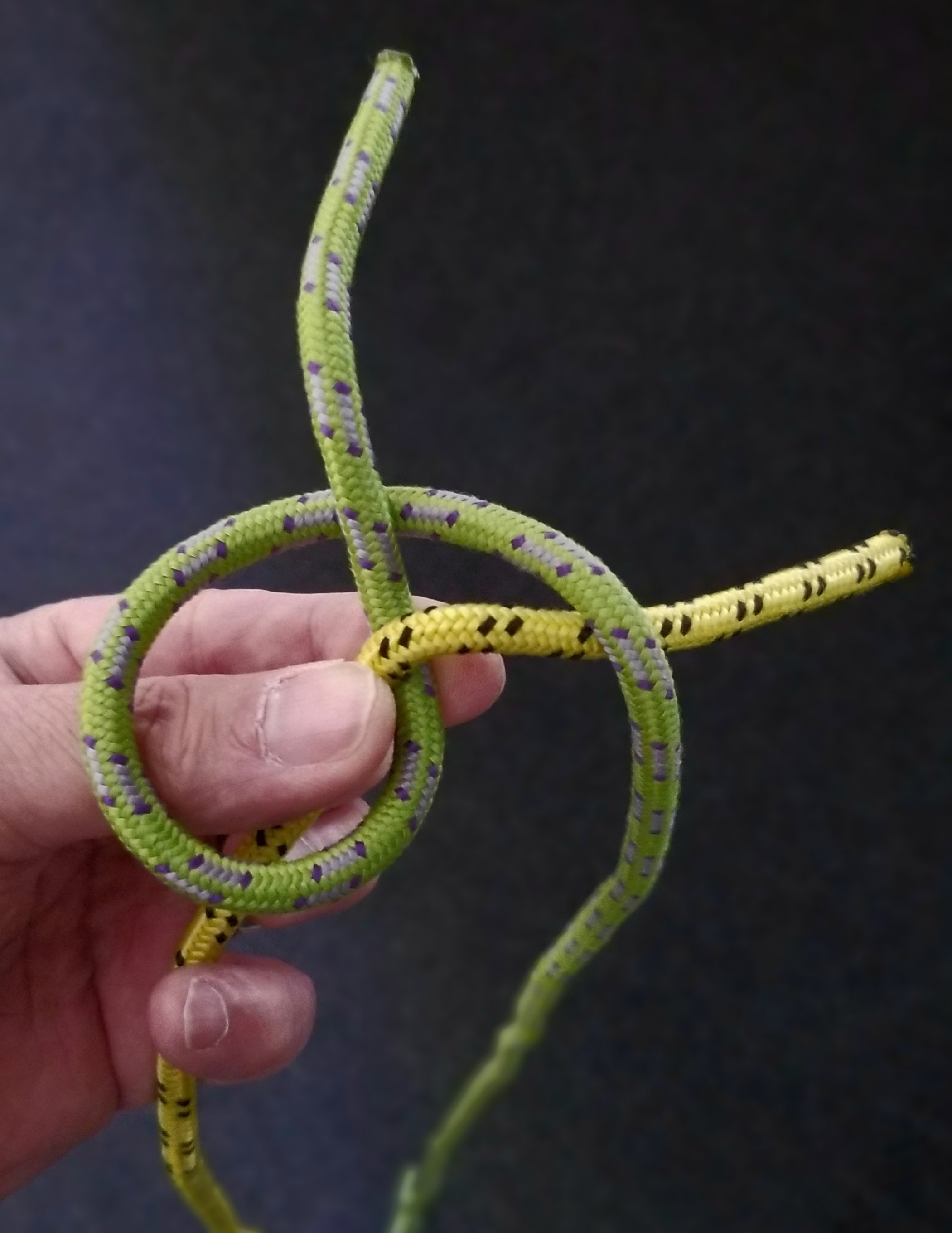
Dann nimmt man mit der rechten Hand die hintere Schnur (hier grün) und schlingt sie einmal um das eigene Ende. Nicht aber um das gelbe Ende. Damit hat man einen Halben Schlag um das gelbe Ende gemacht.
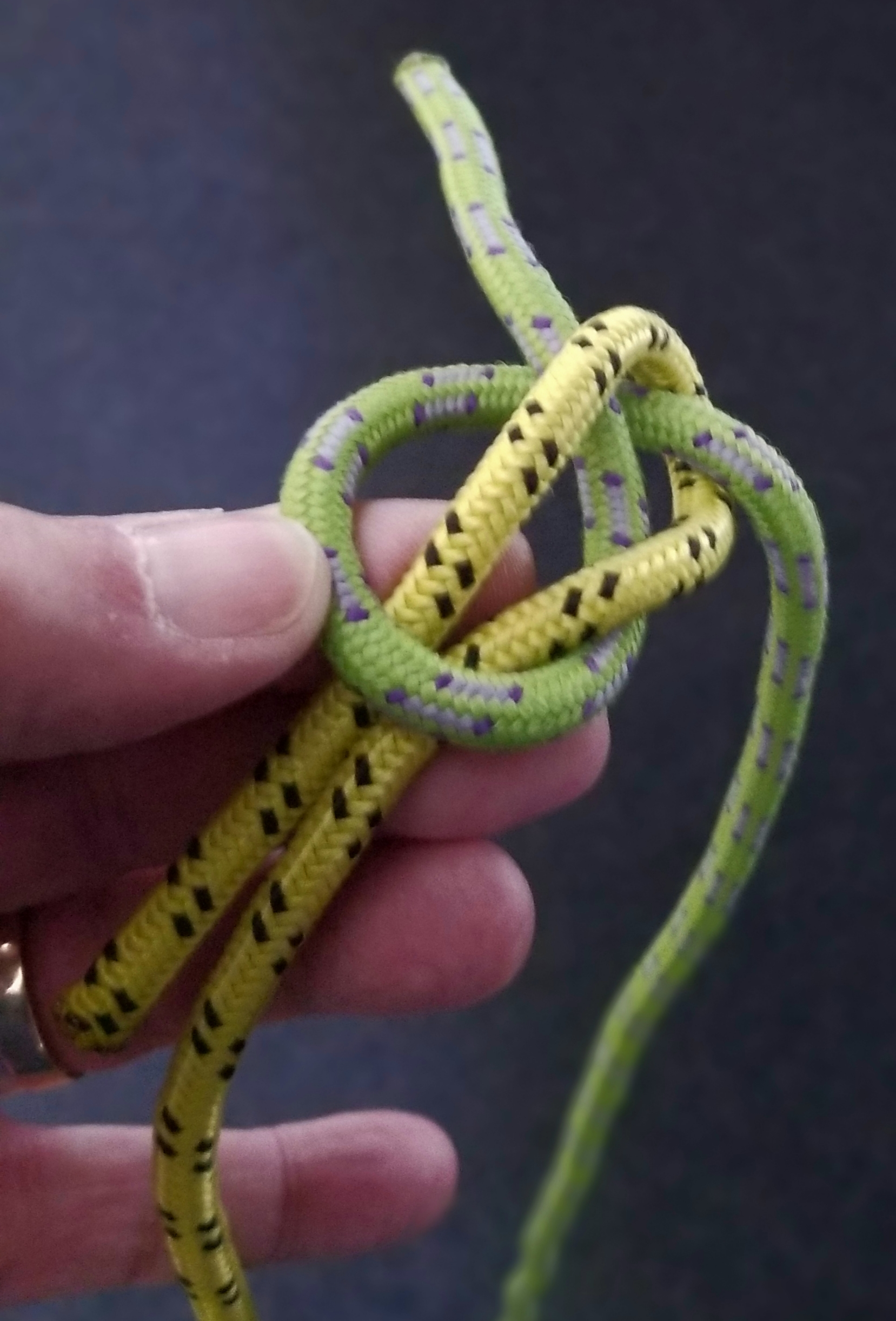
Nun nimmt man das gelbe Ende und fährt es von oben nach unten durch den Halben Schlag.
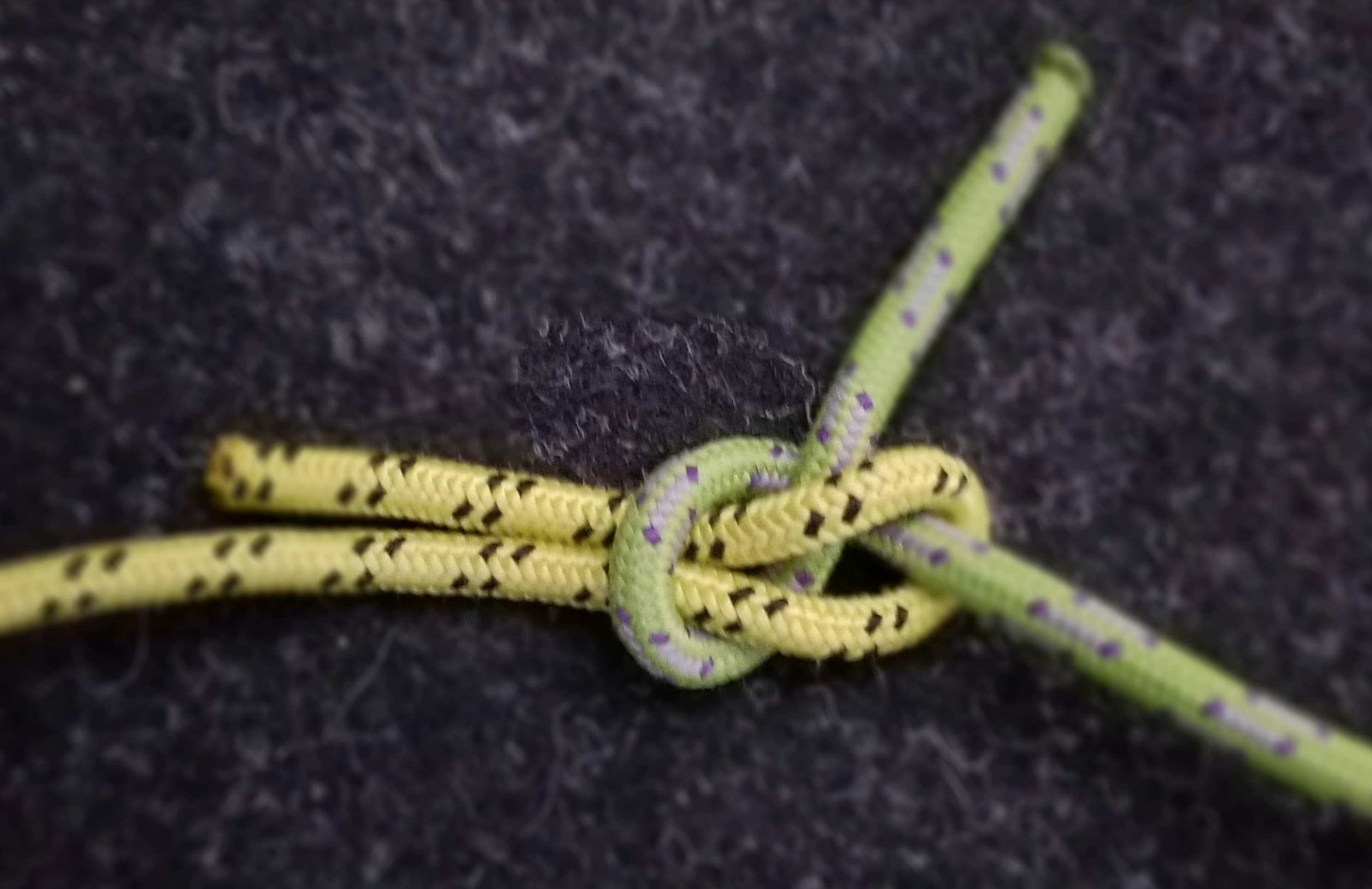
Nur noch zuziehen und fertig.

### Knüpfmethode 4 (Bindeknoten)
Mit einer anderen Knüpfmethode, lässt sich ein dekorativer Bademantelschnur-Knoten binden oder andere Gürtel, die um eine Taille herumlaufen, z. B. bei einer Jogginghose. Man erhält einen Bindeknoten

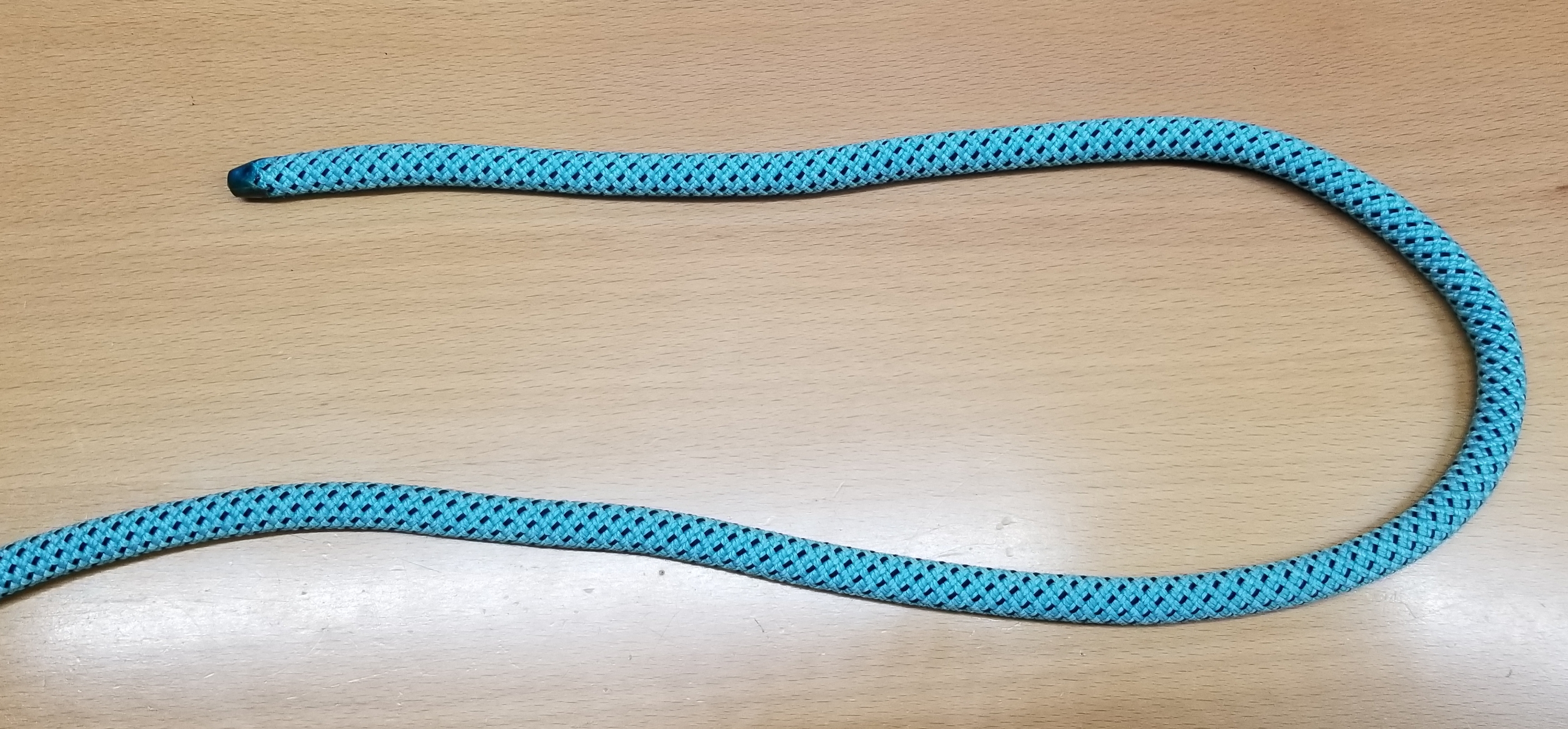
Mit der Schnur die Taille umfassen. Dann in das eine Ende eine Bucht binden.
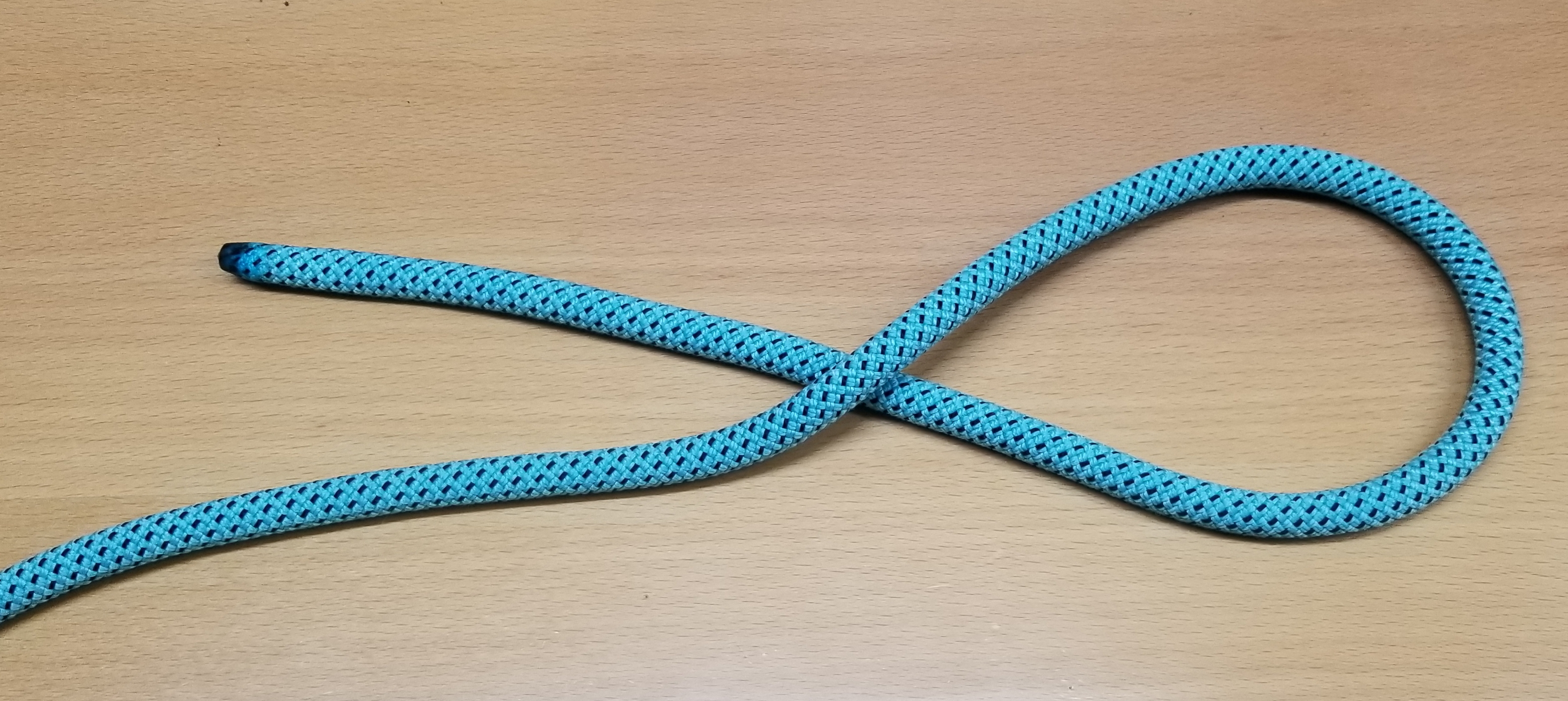
Die Bucht im Uhrzeigersinn drehen.
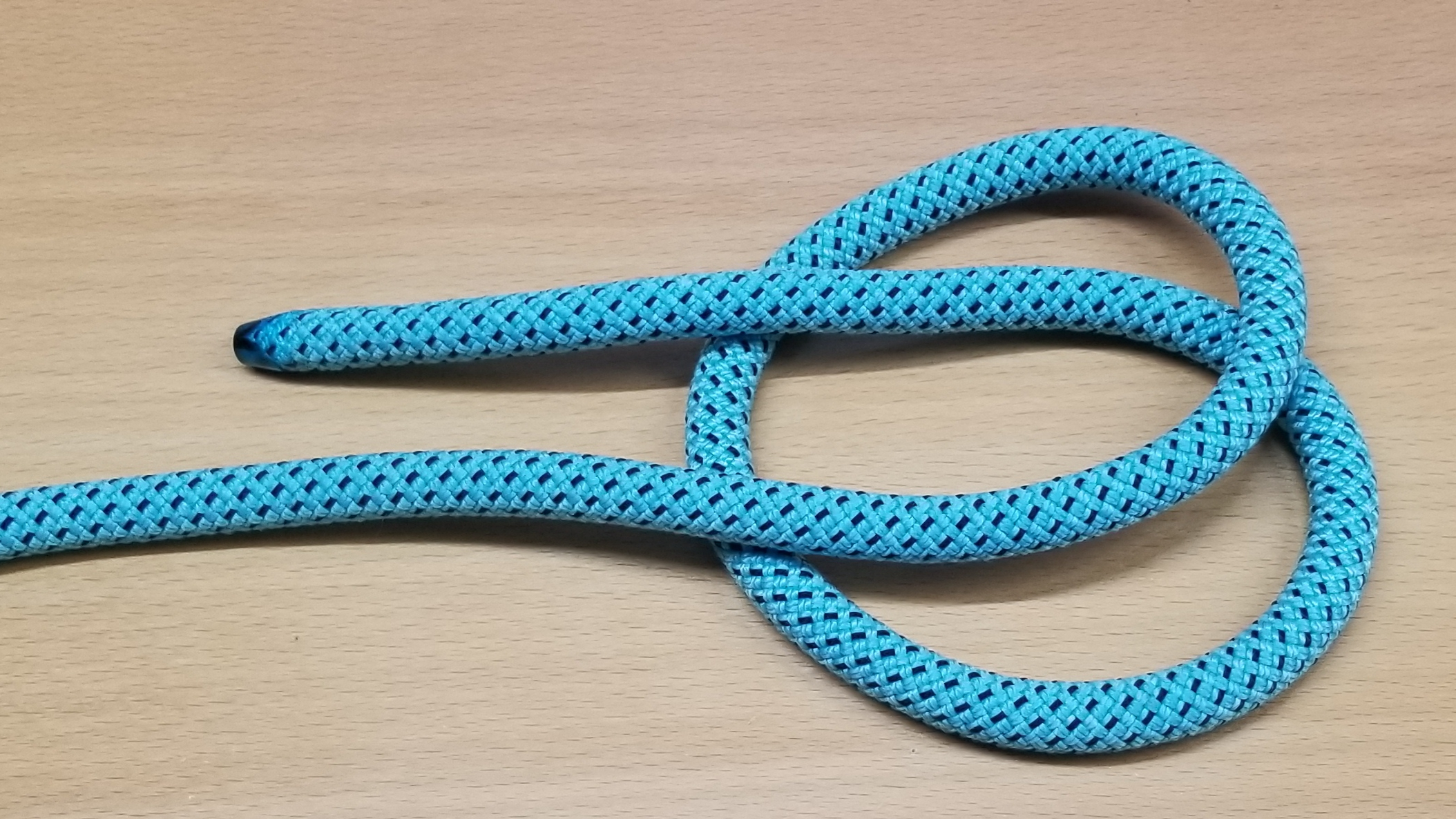
und nach unten klappen.
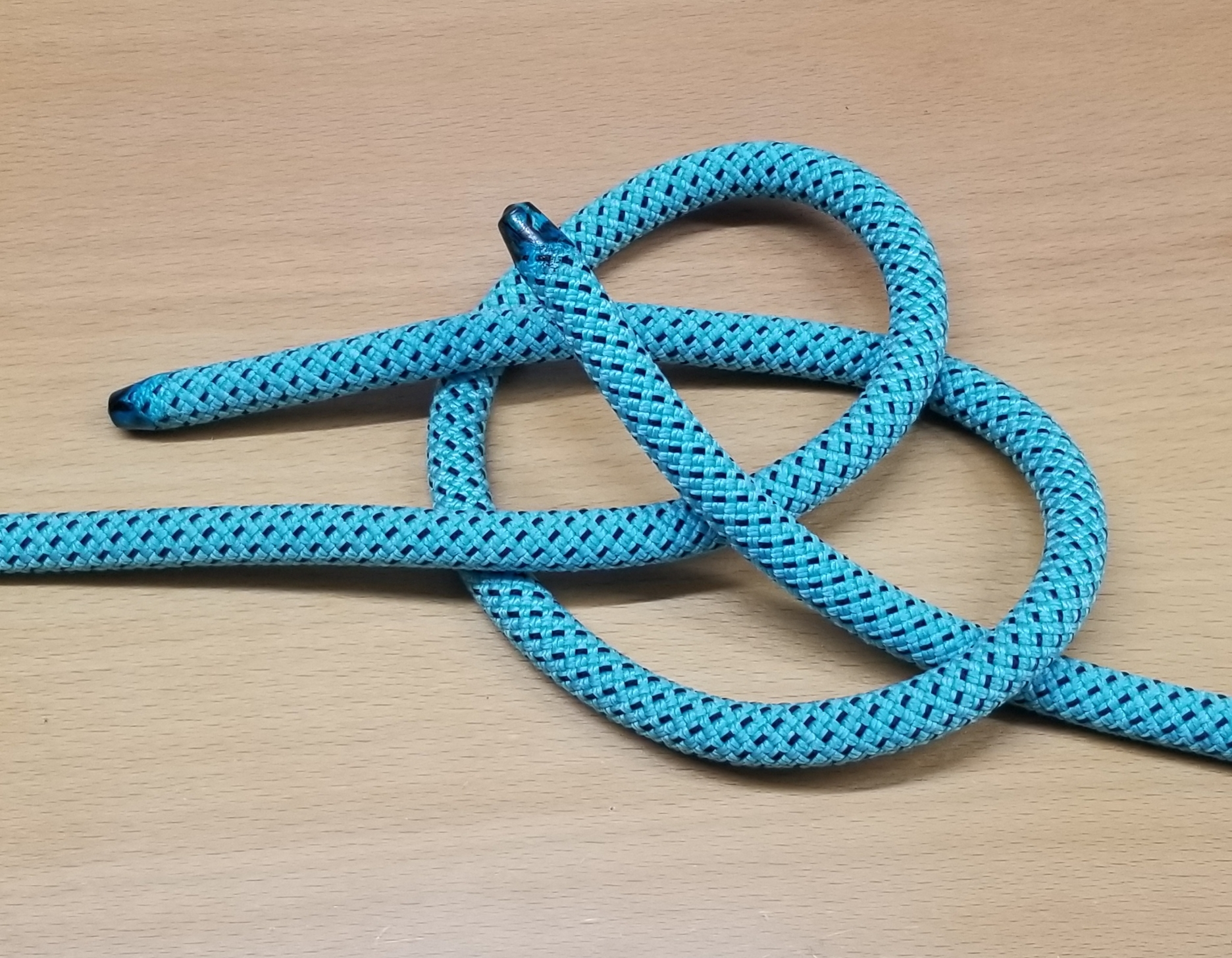
Das andere Ende von unten durch das untere Auge stecken.
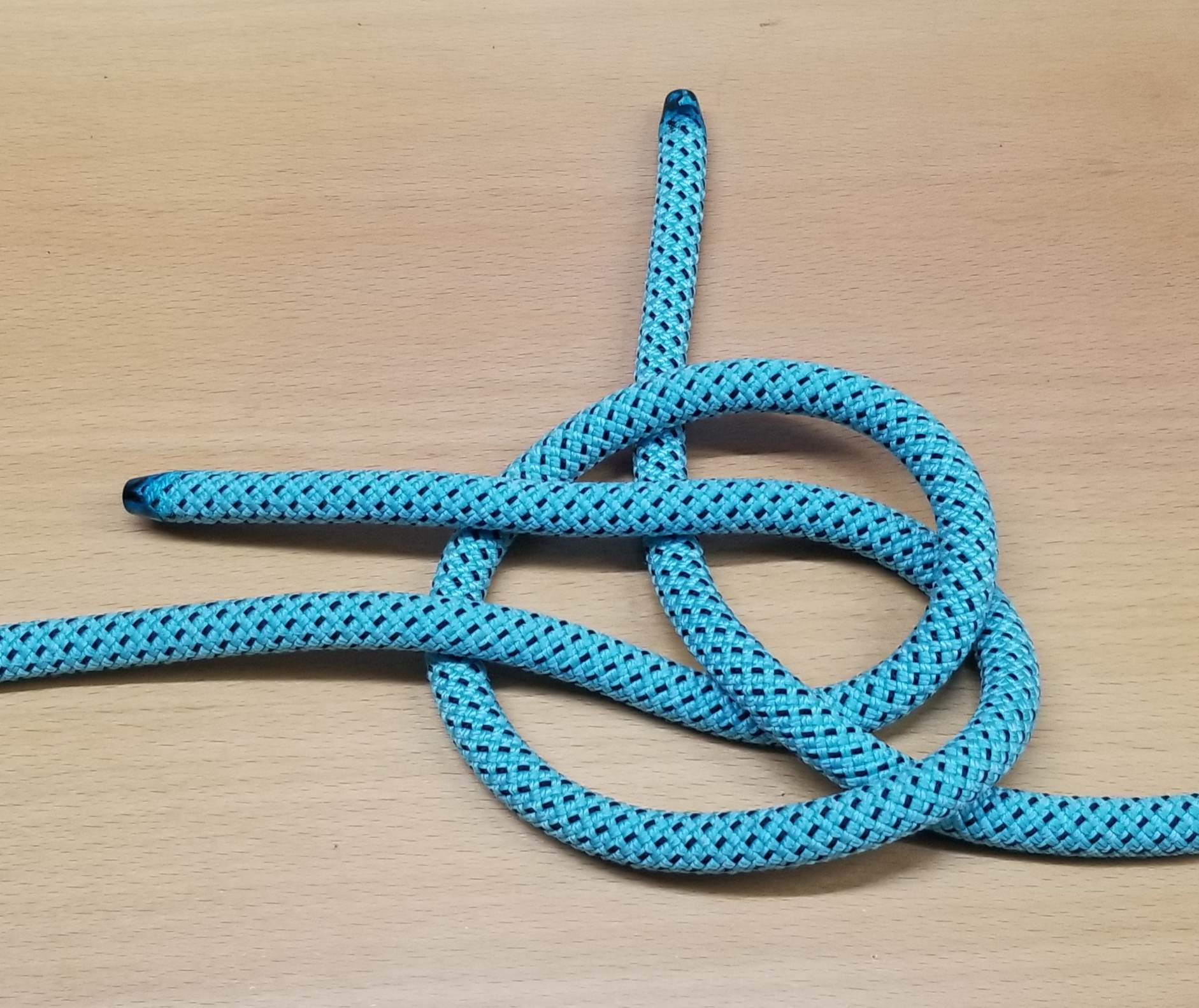
Dann von oben über die erste Part nach unten aus dem Knoten heraus stecken.
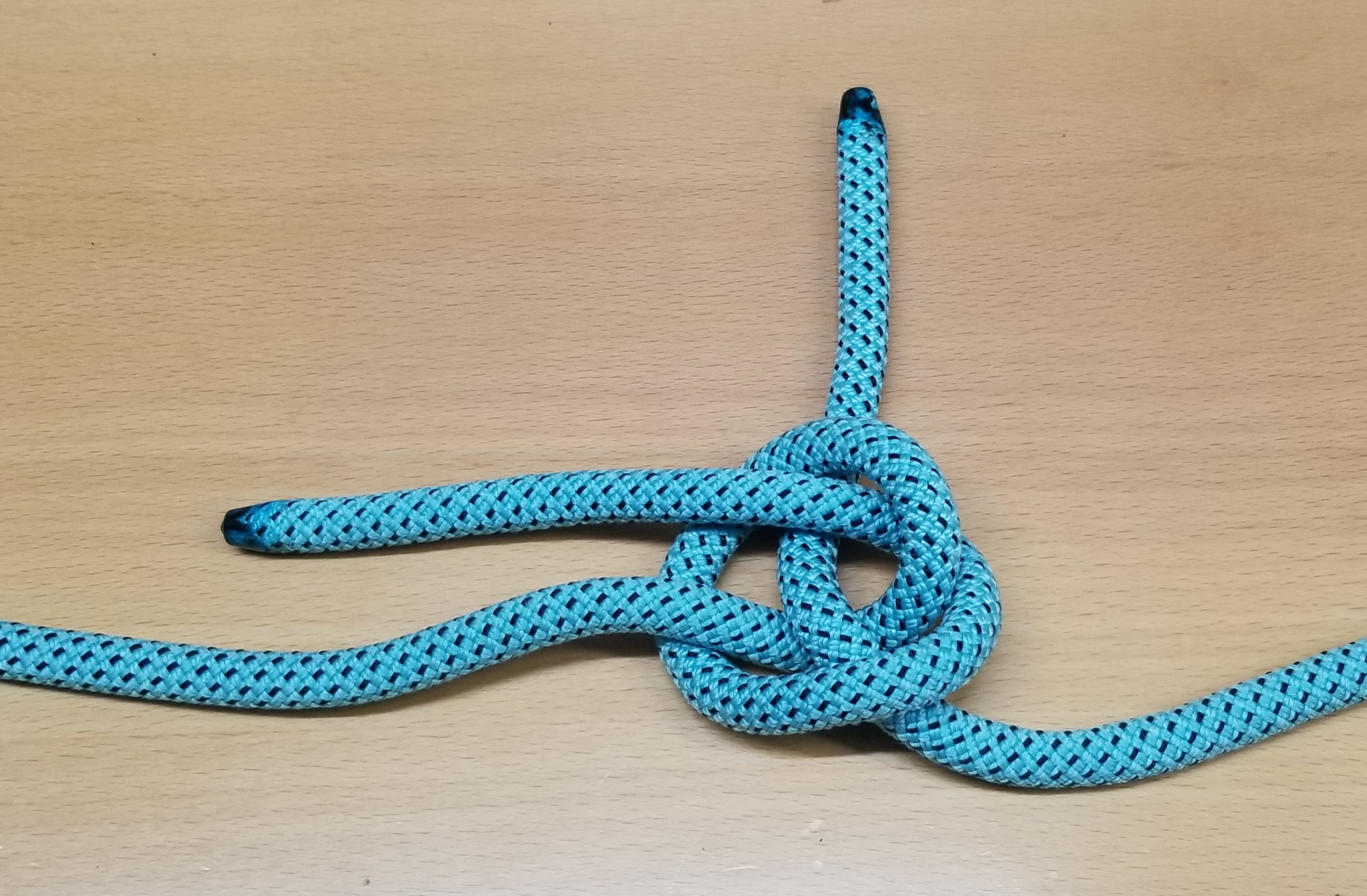
In diesem Zustand zieht man den durchgesteckten rechten Tampen so fest zusammen, wie man es um die Taille wünscht.
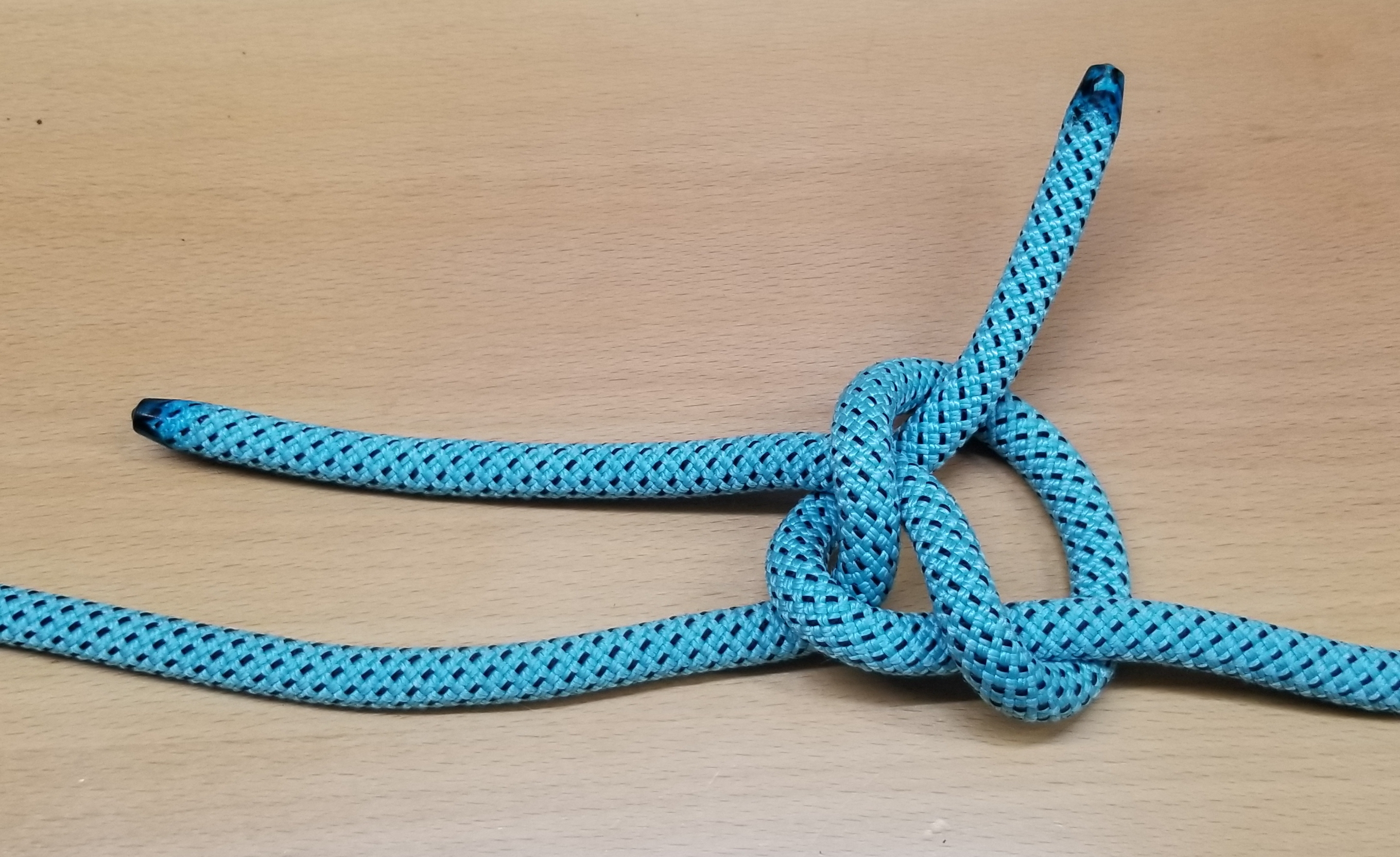
Dann zieht man kräftig an dem linken Tampen, bevor man locker lässt.
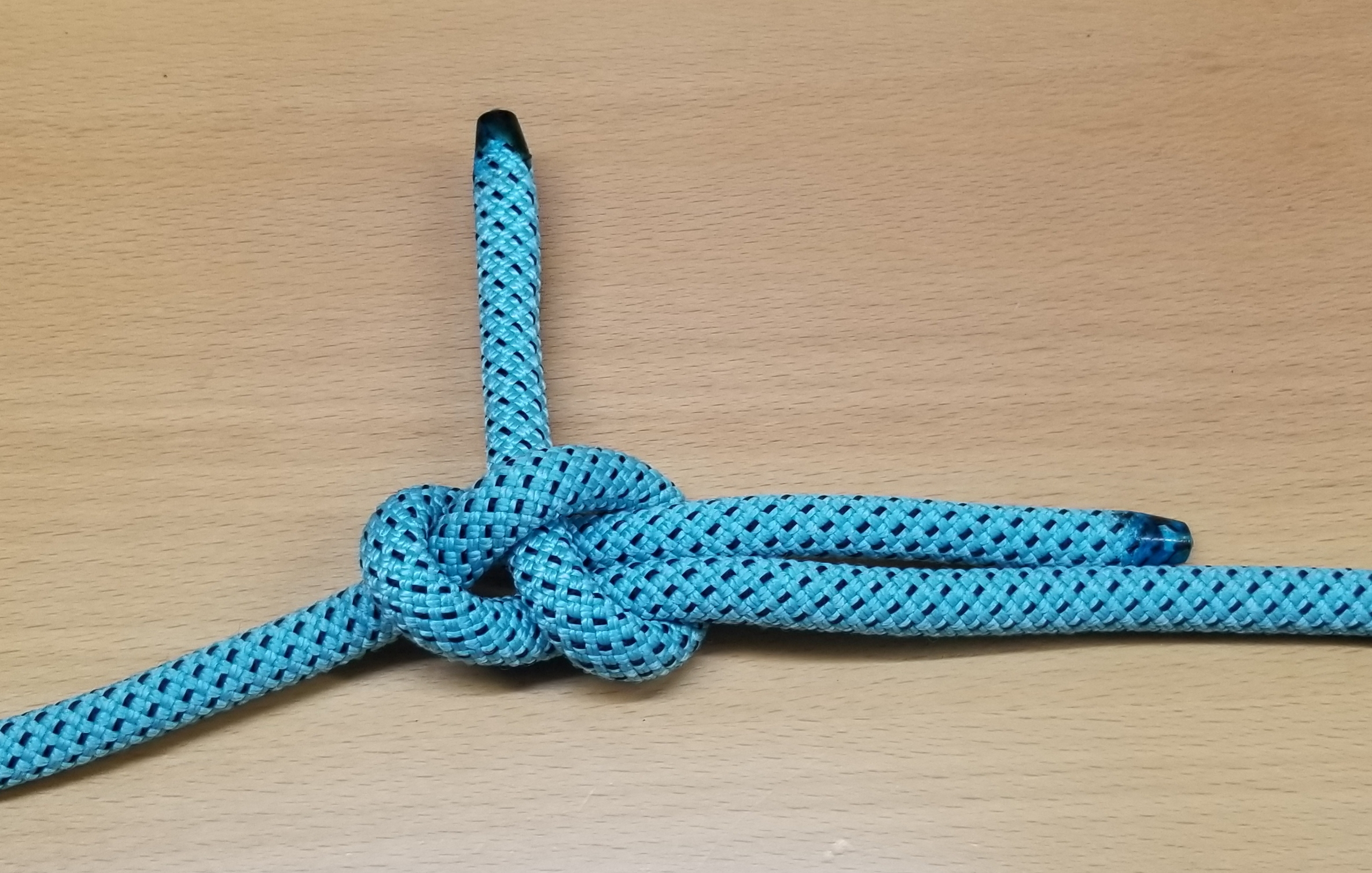
Und der Knoten sitzt.

## Verwendung

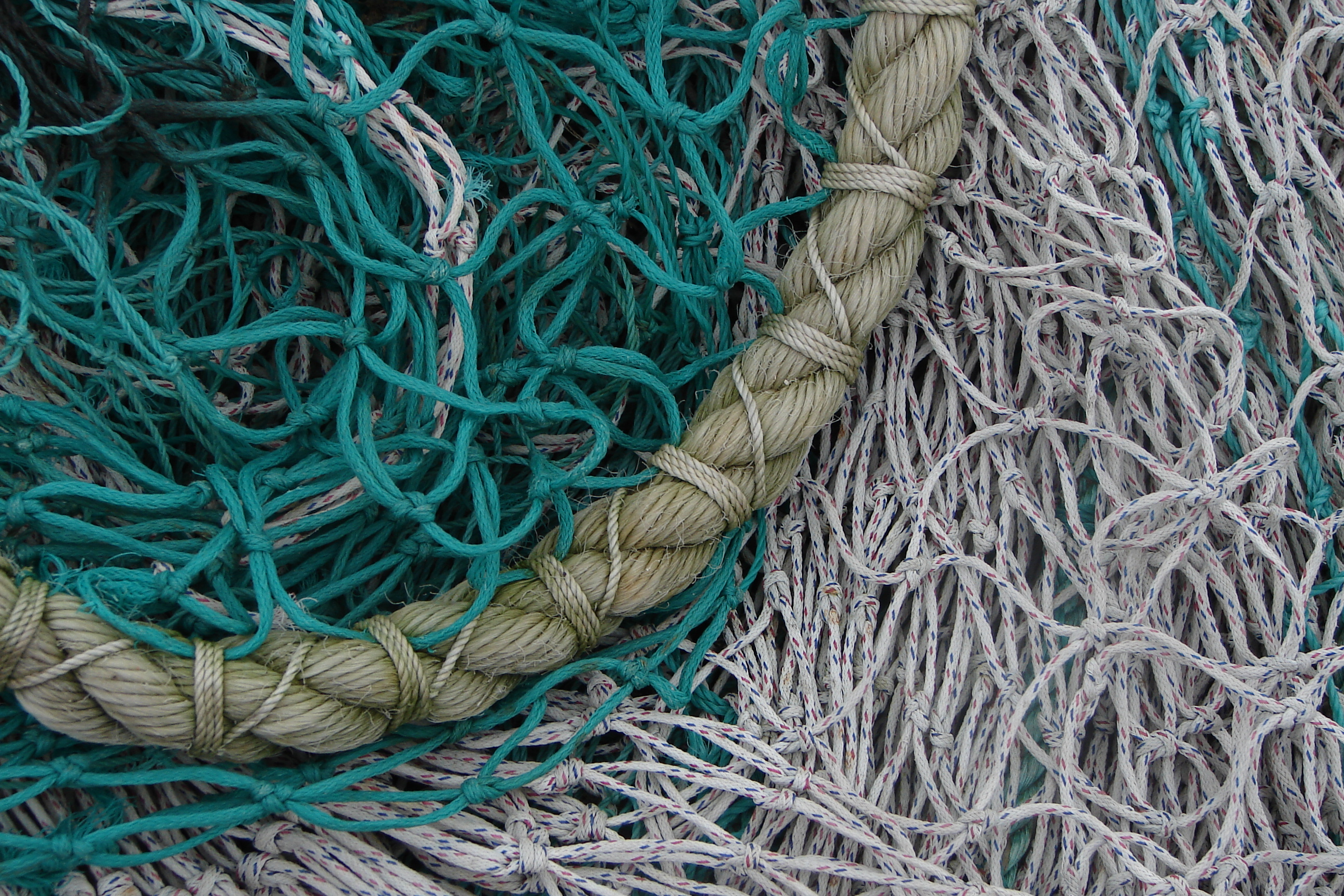
Fischernetz
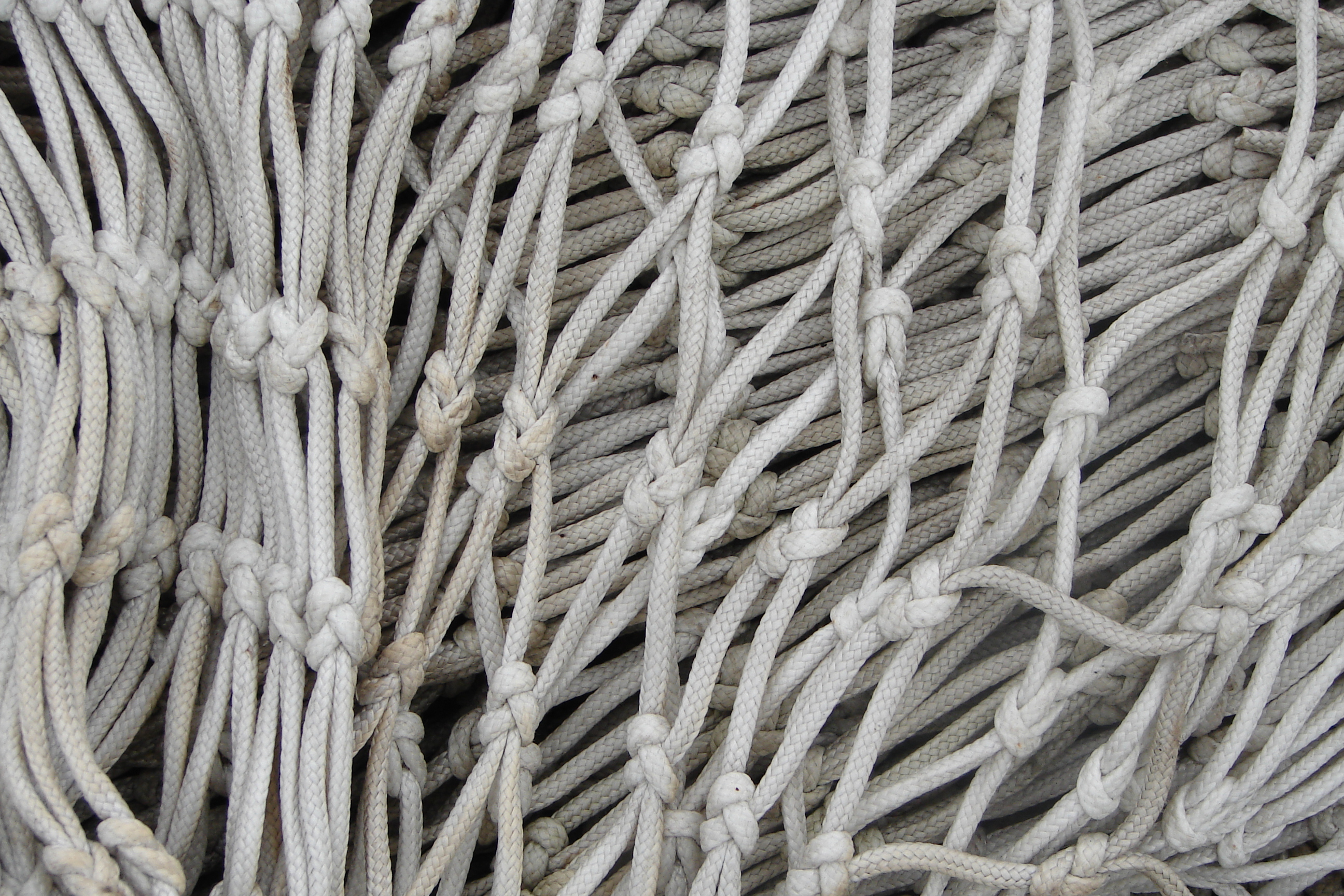
Hängematte
Ein Schotstek ist in der Flagge der FIAV abgebildet
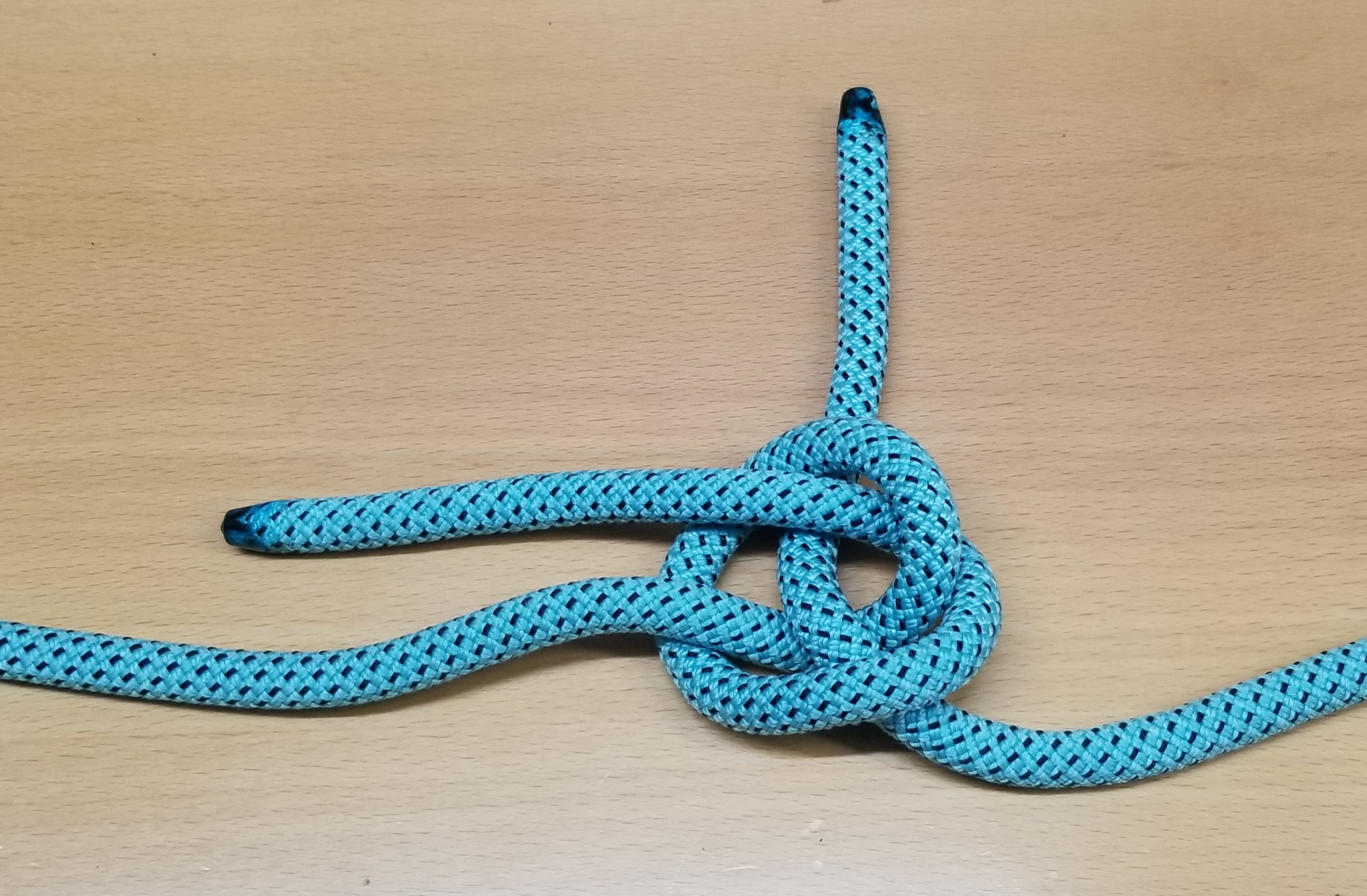
Anders geknüpft, dient er als dekorativer Bademantel-Schnurknoten

### Seefahrt und Fischerei
- Der Schotstek eignet sich zum Verbinden zweier Seile, sowohl für gleich starke Seile als auch für Seile unterschiedlicher Stärke oder verschiedener Steifheit.
- Außerdem wird der Schotstek zusammen mit dem Webeleinenstek zum Knüpfen von Netzen, wie Fischernetzen und Hängematten verwendet.[13]

### Textilverarbeitung
- Bei Webern heißt der Schotstek „Einfacher Weberknoten“ und ist ein Verbindungsknoten um dünne Materialien wie Garne mit einer eigenen Knüpfmethode, bei der die gekreuzten Enden zweier Garne am Anfang zwischen Daumen und Zeigefinger der linken Hand liegen[9]. Auf dem Webstuhl und Webmaschinen werden die unterschiedlichsten Weberknoten verwendet, um gerissene Zwirne zusammenzubinden. Auch in der Flechterei wird der Schotstek unter dem Begriff Weberknoten angewendet. Solange es überhaupt Aufzeichnungen gibt, war er dafür auf der ganzen Welt bekannt.[14]

### Anglerei
- Angler benutzten den Schotstek als Jamknoten,[15] um eine Schlaufe an der Flugschnur mit dem Vorfach zu verbinden.

### Baumpflege
- Baumpfleger verwenden den Knoten, um ein weiteres Seil am Seil in den Baum hochzugeben.[16]

## Schotstek mit Slip
Bildet man mit dem einen Arbeitsende (hier grün) vor dem letzten Durchstecken eine Bucht und steckt diese durch, erhält man den Schotstek mit Slip oder auch Lösbarer Schotstek genannt. Dieser Knoten ist für das zeitweilige Verbinden von zwei Schnüren gedacht, den man leicht wieder durch Zug am Ende lösen kann.

Schotstek
Schotstek mit Slip

## Schotstek mit Einstecken
- ABoK #1436[18]

Schotstek mit Einstecken (B) durch einen Achtknoten (C)

Wenn das Seil über den Boden gezogen werden soll, wird empfohlen, das Arbeitsende des Halben Schlages noch einmal einzustecken, so dass beide Arbeitsende in eine Richtung entgegen der Zugrichtung zeigen.
Somit lässt er sich z. B. auch leichter durch Ösen ziehen.
Dieser Schotstek mit Einstecken ist identisch mit dem Doppelten Weberknoten (AOBK #1438). Aber der Zug auf dem oberen Ende ist entgegengesetzt.

Knüpfen des „Schotstekes mit Einstecken“
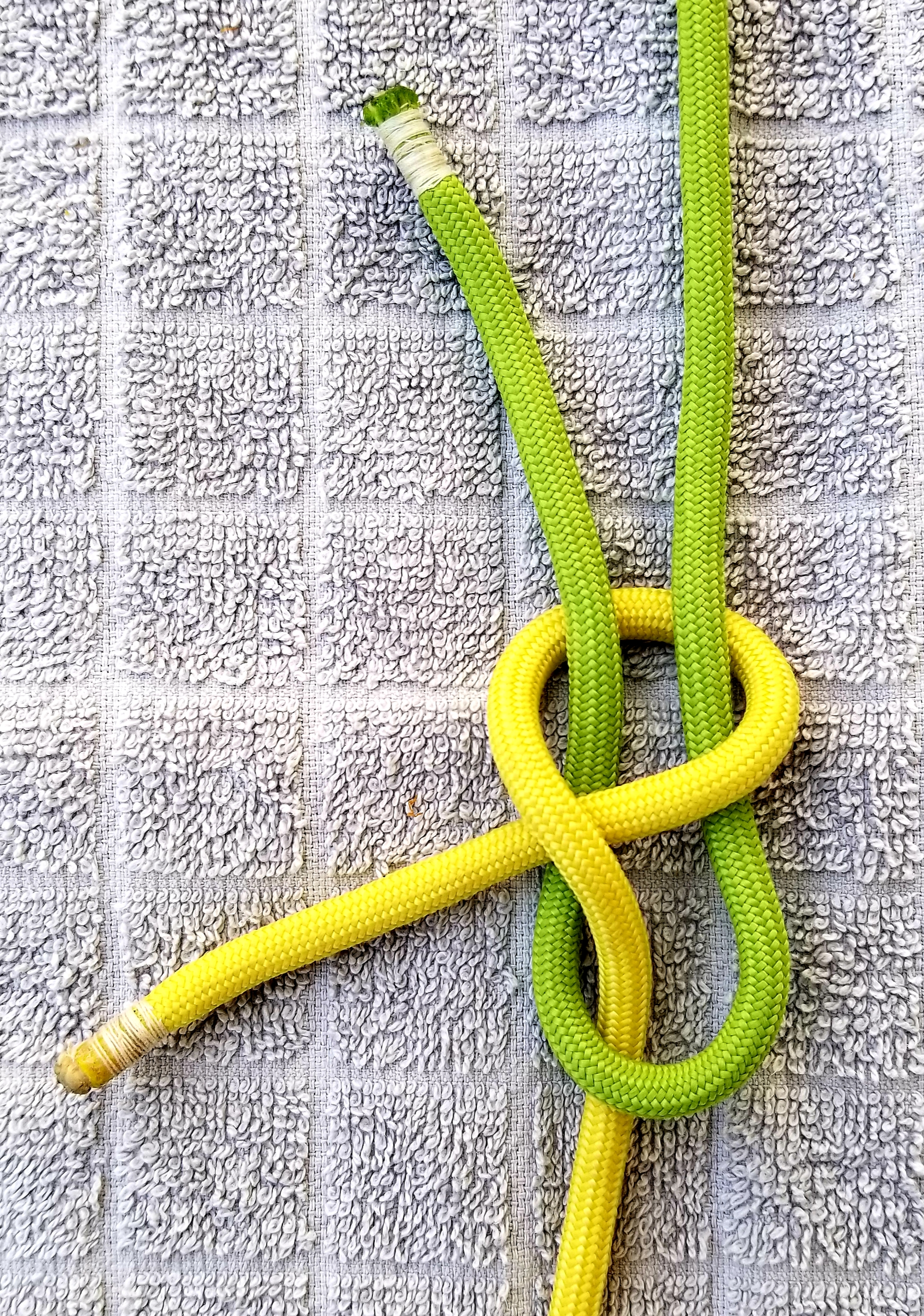
Das gelbe Ende von unten durch die Bucht und einen Halben Schlag anbringen
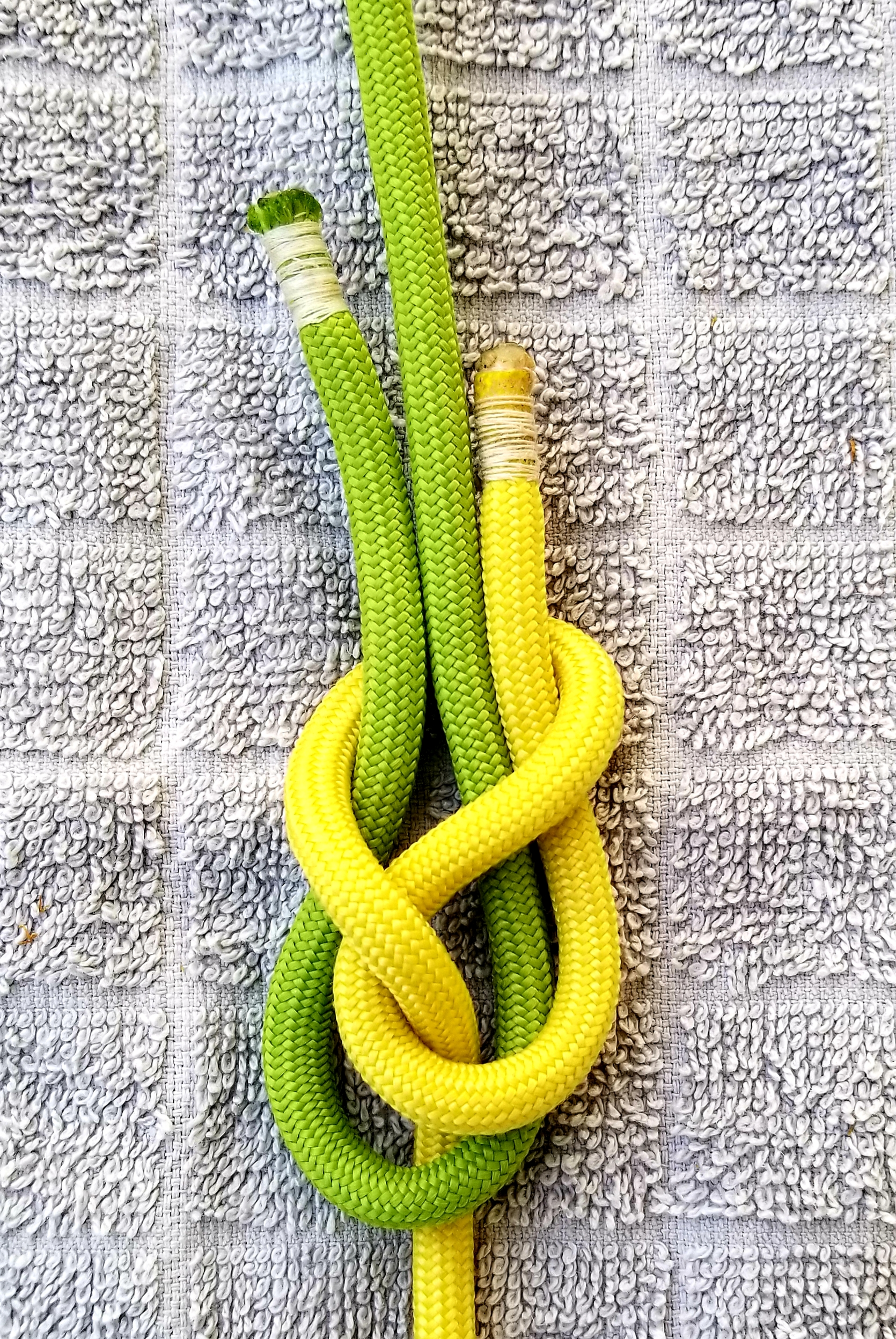
Das Arbeitsende des Halben Schlages (gelb) durch das gelbe Auge stecken
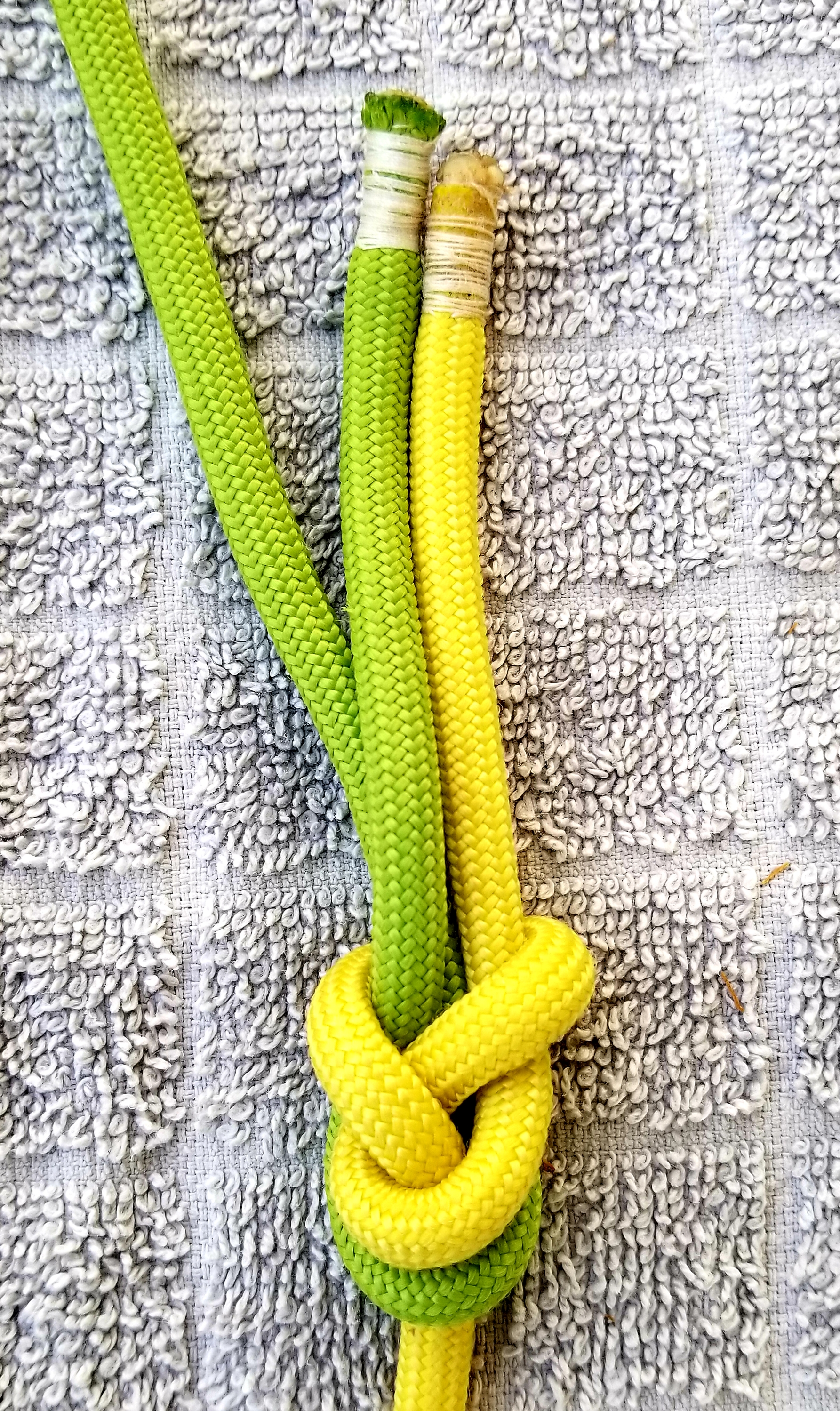
Und dichtholen. Beide Arbeitsenden zeigen in eine Richtung
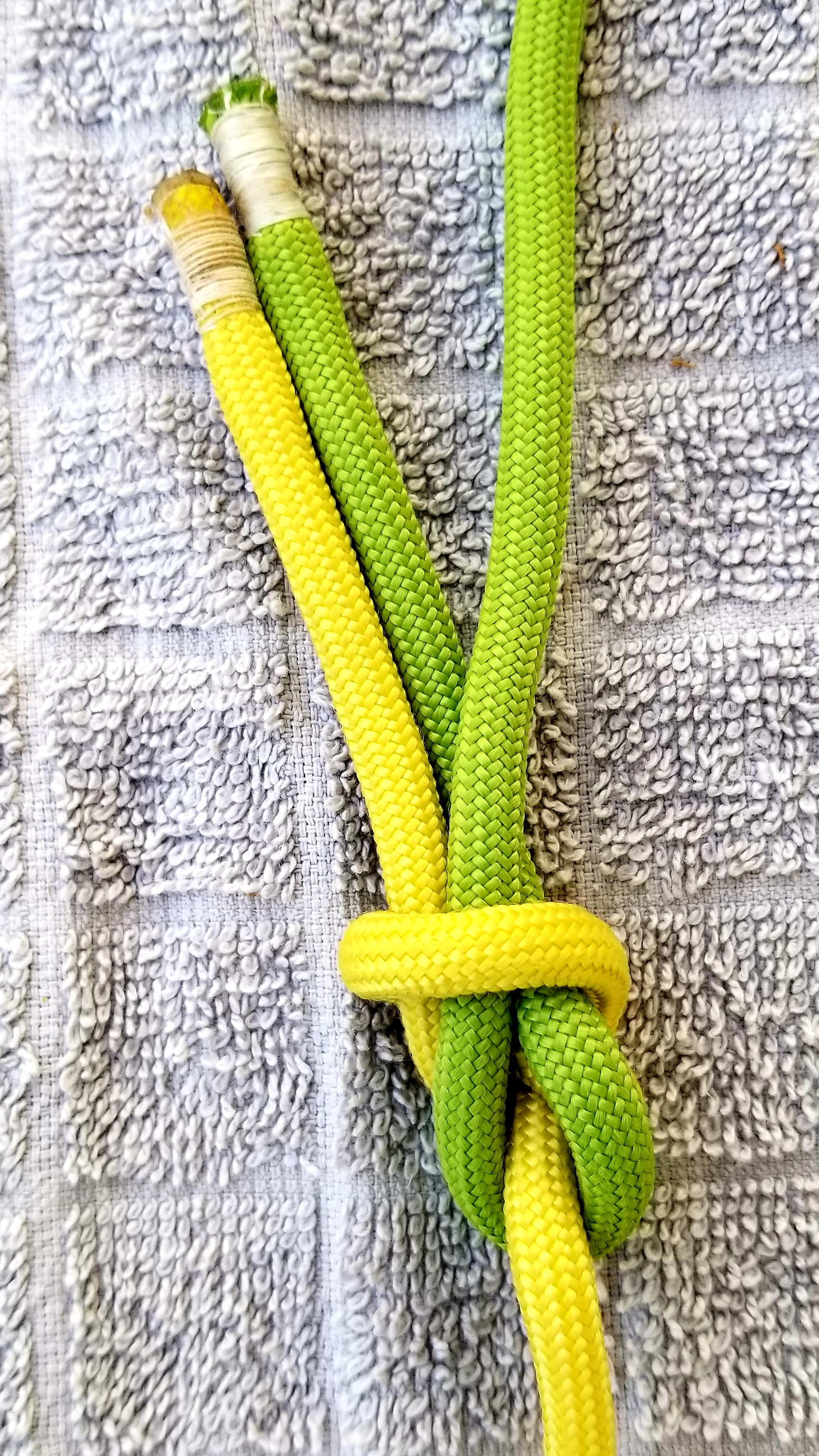
Rückseite des Schotstekes mit Einstecken

Vergleich „Schotstek mit Einstecken“ und „Doppelter Weberknoten“
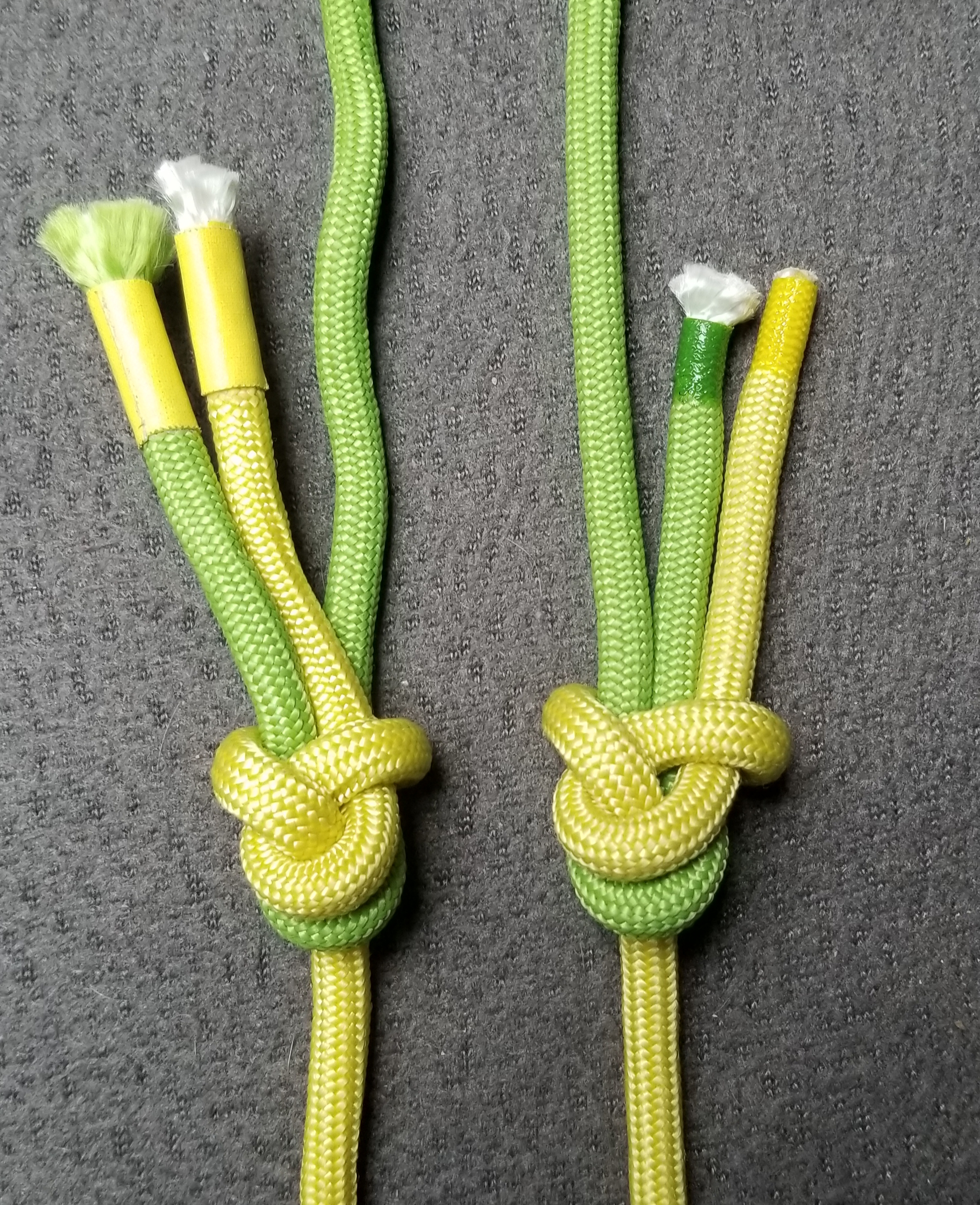
Vorderseite Links: Schotstek mit Einstecken (ABoK #1436) Rechts: Doppelter Weberknoten (ABoK #1438)
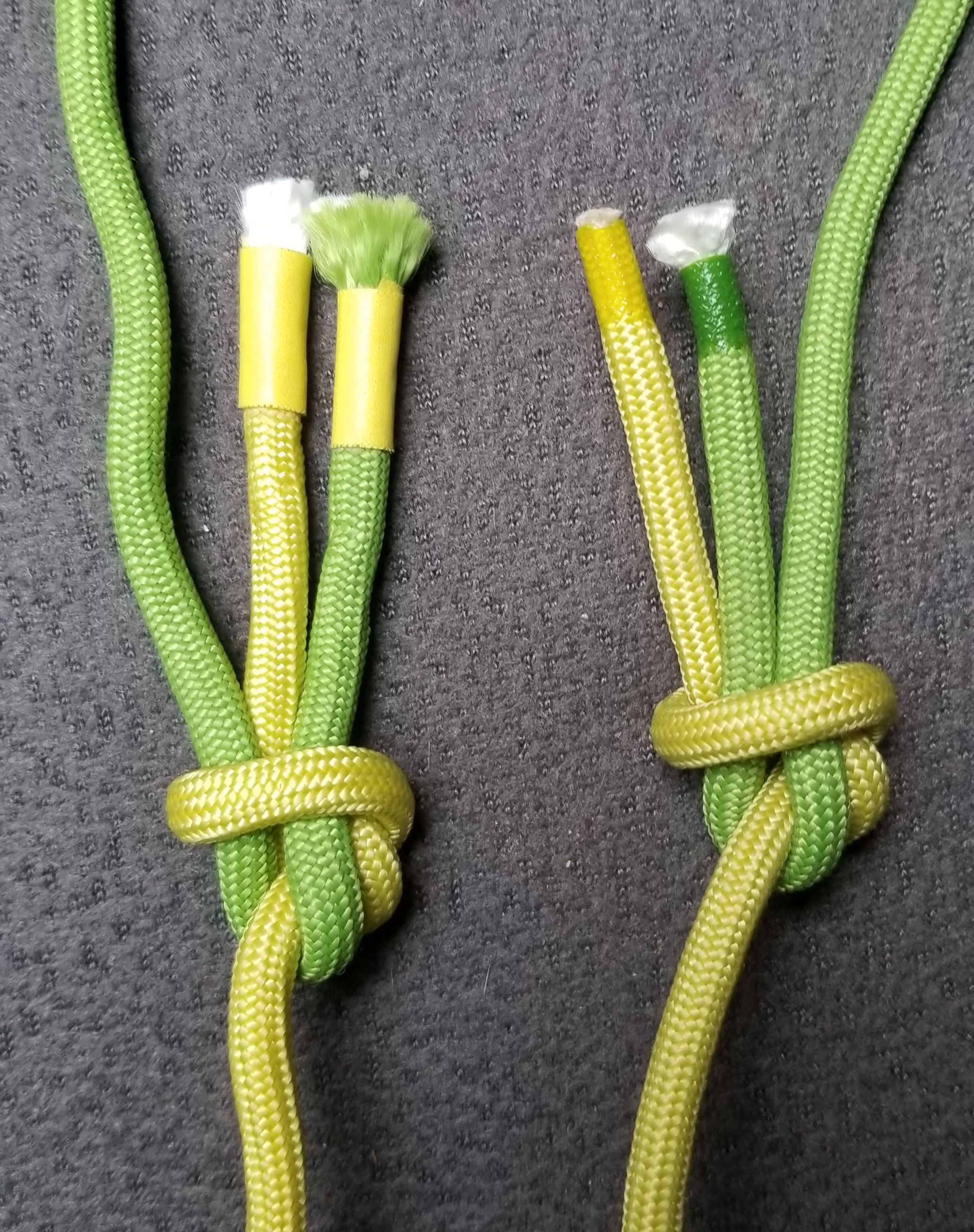
Rückseite Der Zug auf dem oberen Ende ist entgegengesetzt.

## Doppelter Schotstek
Der Doppelte Schotstek ist noch sicherer und eignet sich bei sehr unterschiedlich dicken oder unterschiedlich beschaffenen Seilen.

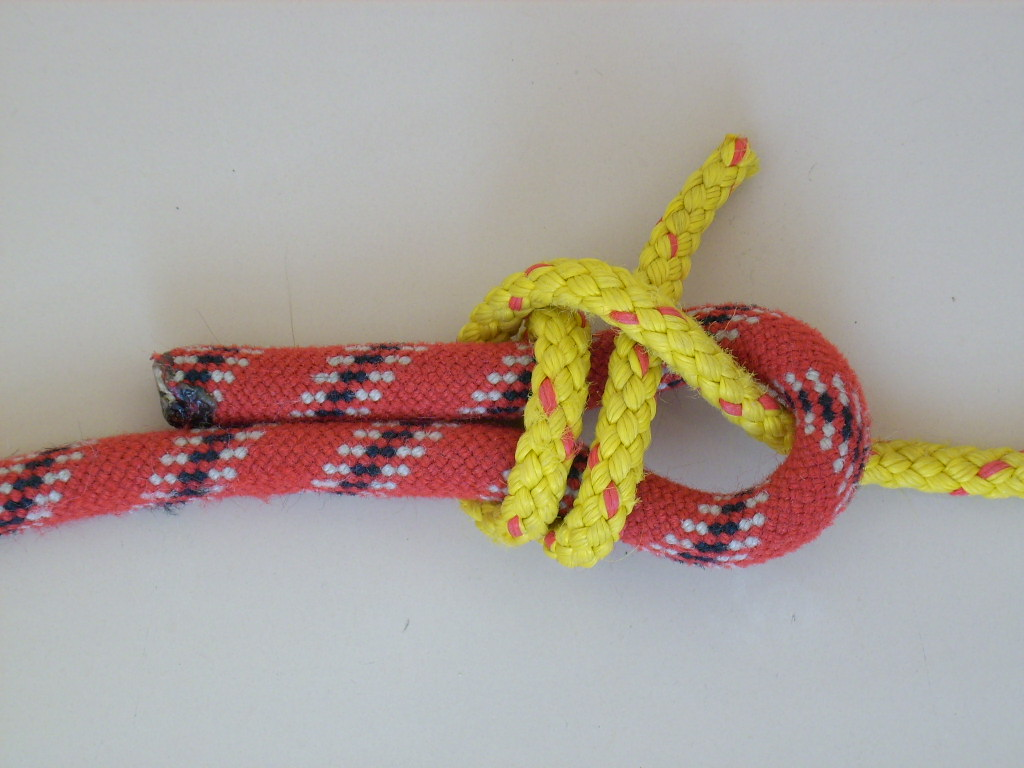
Mit einer zusätzlichen Windung entsteht der Doppelte Schotstek.

## Alternativen

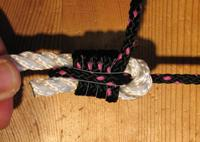
Eine dünne Leine (Zeising) wird mit dem Zeisingstek mit einem dicken Seil verbunden.
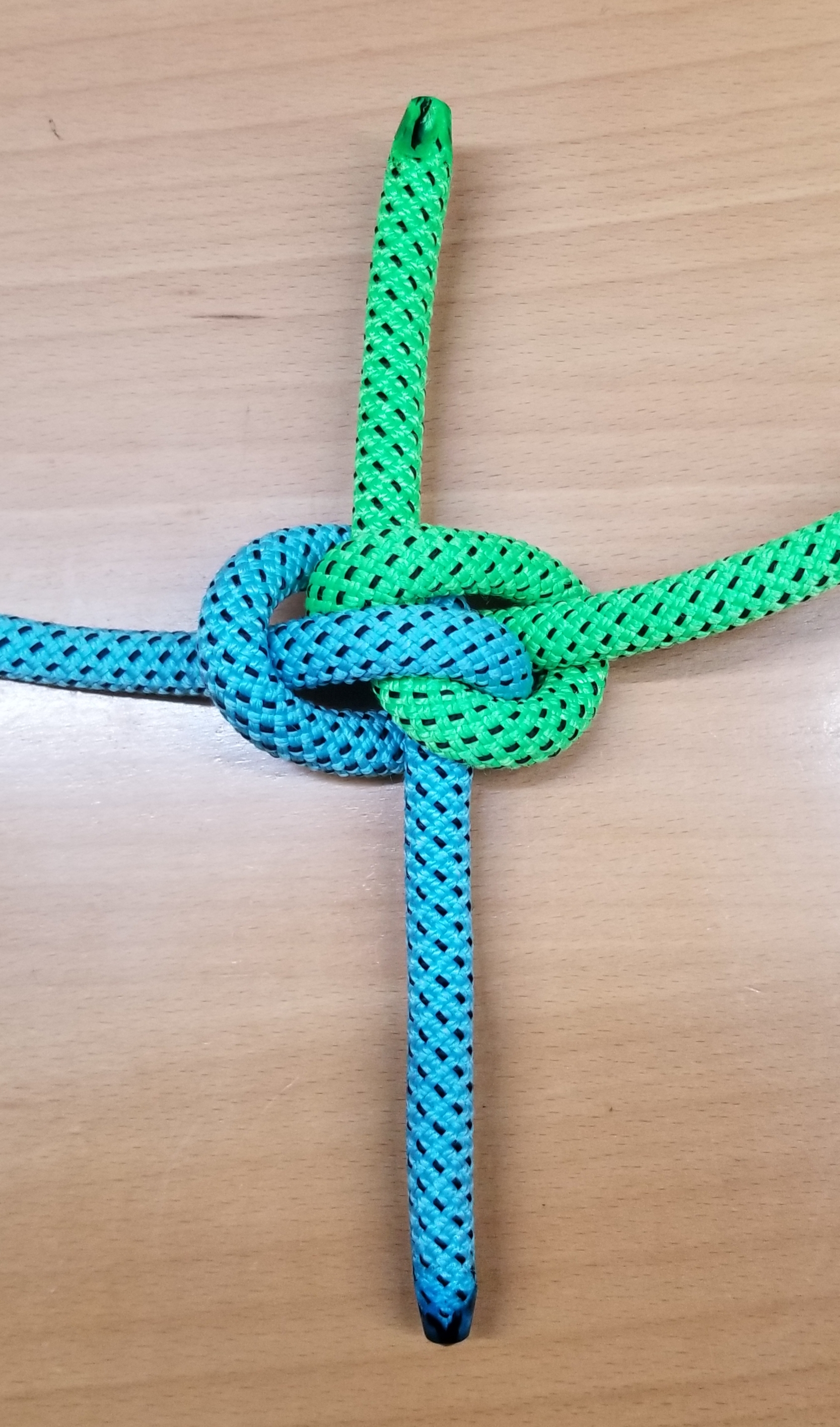
Der Zeppelinknoten ist einer der sichersten Knoten zum Verbinden zweier Seile mit gleicher oder ähnlicher Dicke. Er lockert sich auch bei wechselnder Belastung nicht, lässt sich aber selbst nach größter Belastung leicht wieder lösen. Bei unterschiedlich starken Leinen eignet sich der Schotstek aber besser.
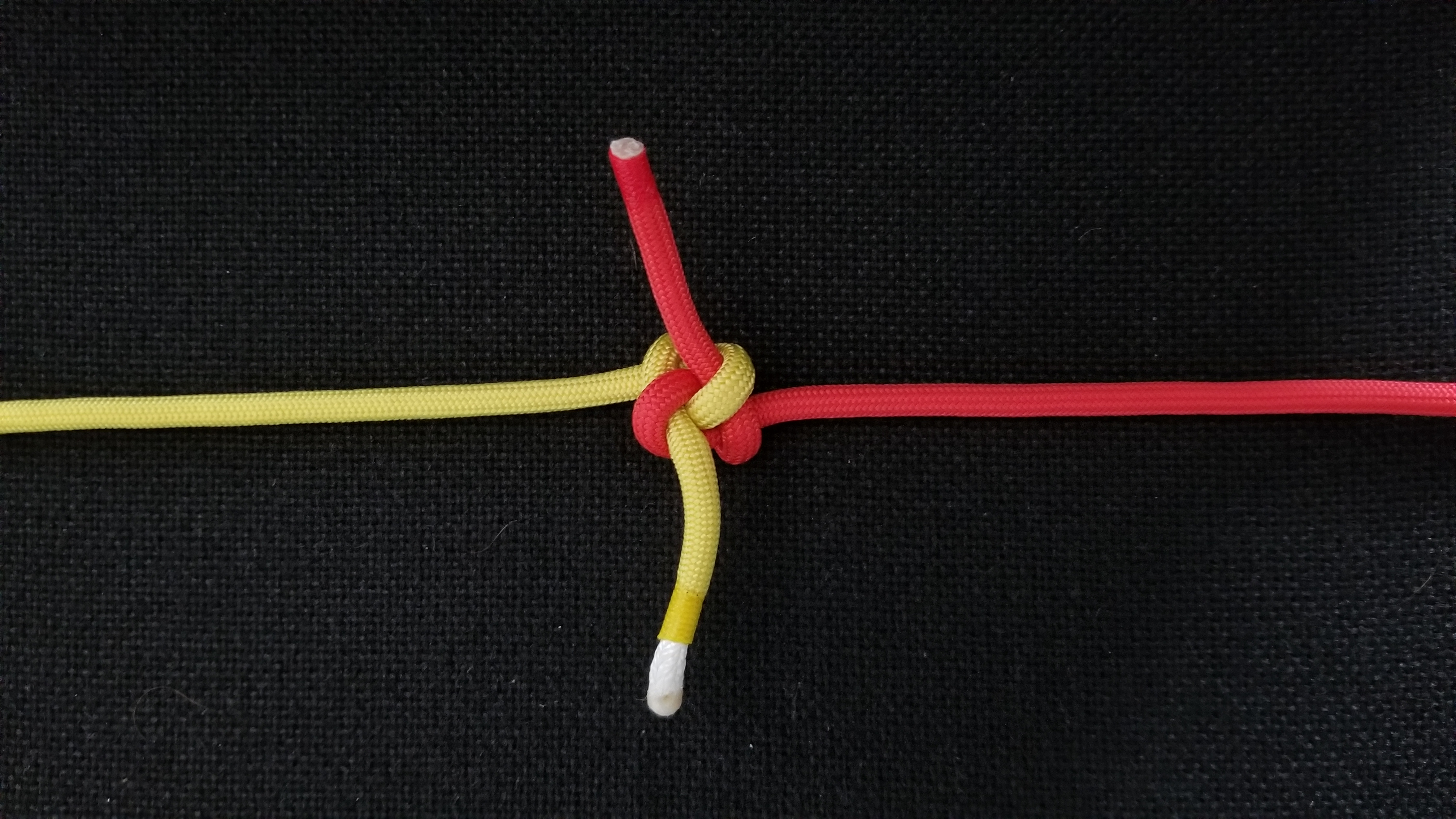
Ähnliche Eigenschaften wie der Zeppelinknoten hat der Trossenstek, der somit auch das gleiche Anwendungsgebiet hat. Bei dicken Trossen ist er etwas leichter zu knüpfen und am besten geeignet, aber auch etwas schwerer zu lösen.
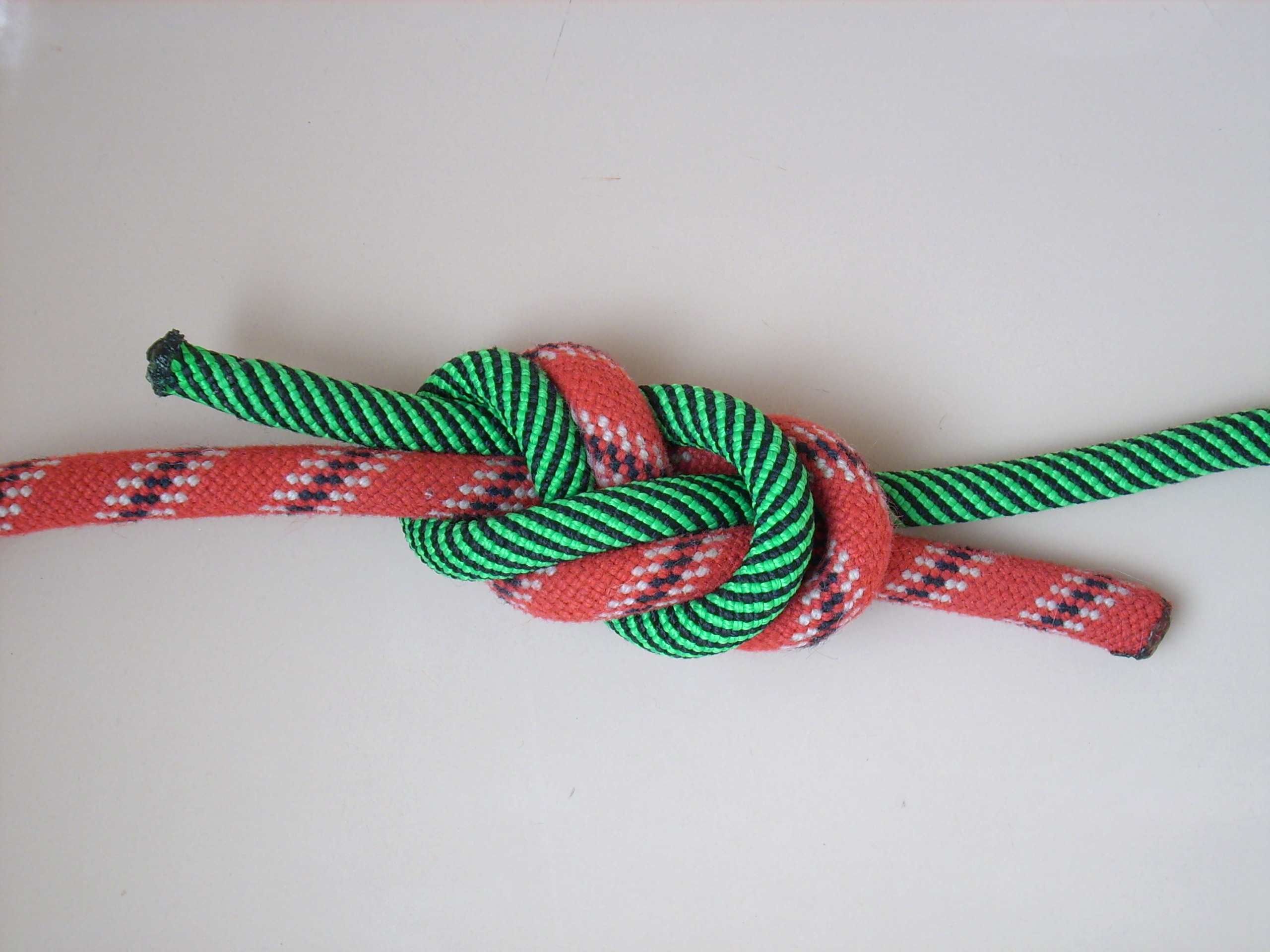
Bei wechselnder Belastung ist ein Achterknoten zuverlässiger. Er ist aber schlechter lösbar und aufwendiger zu knüpfen.
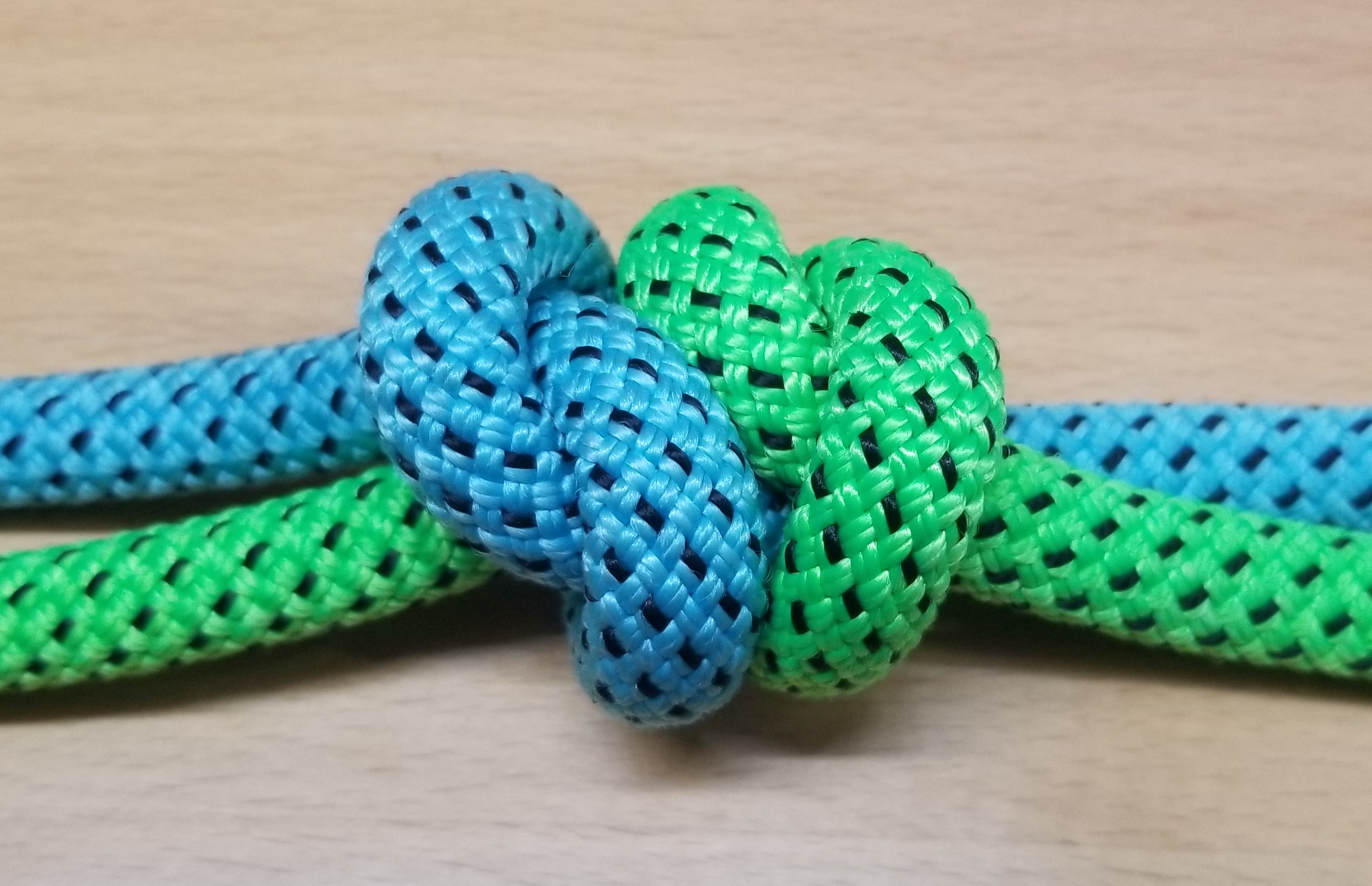
Zum Verbinden von nassen, rutschigen Leinen wie Angelschnur eignet sich der Spierenstich.
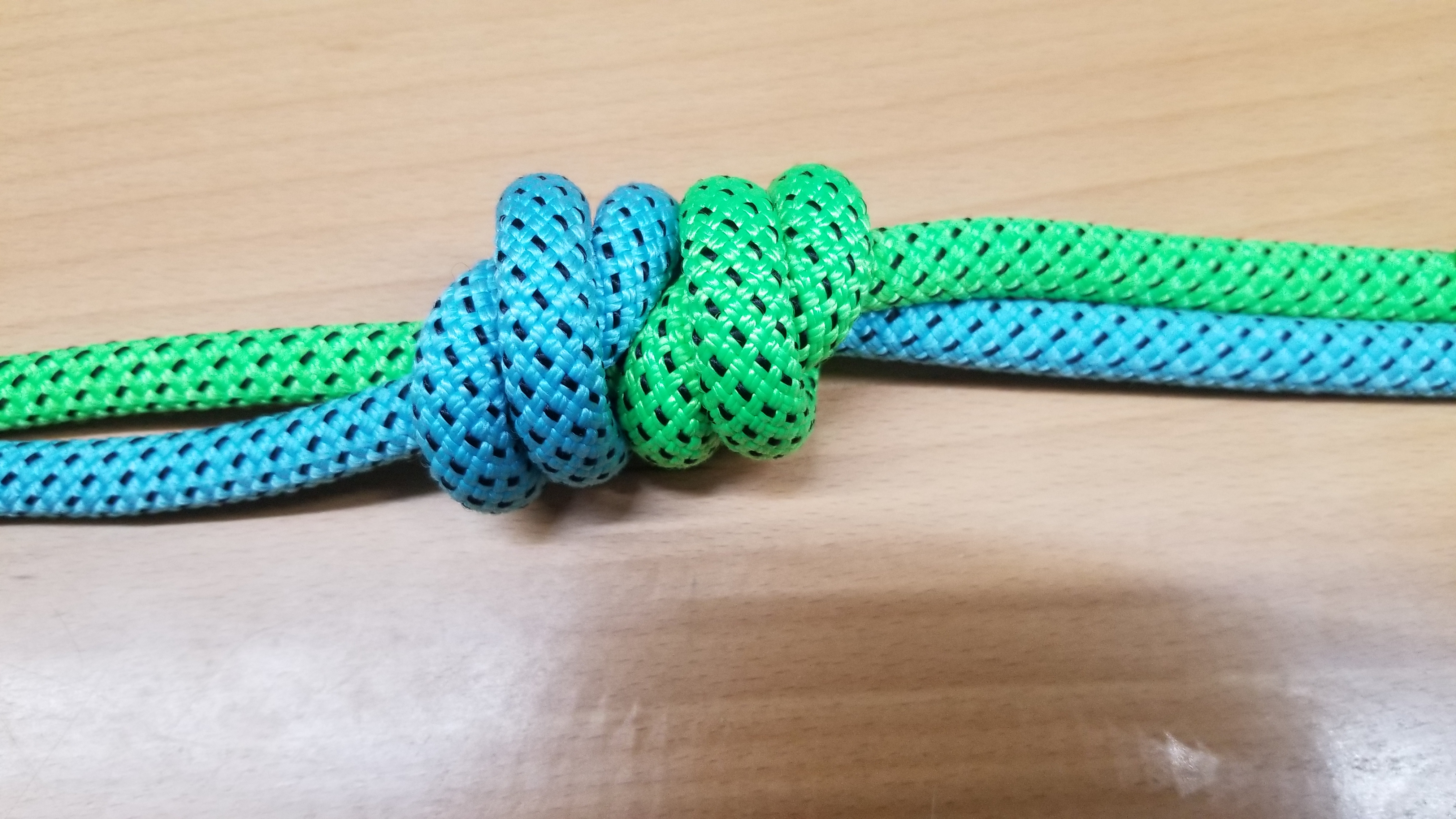
Als besonders sichere Verbindung eignet sich der doppelte Spierenstich.
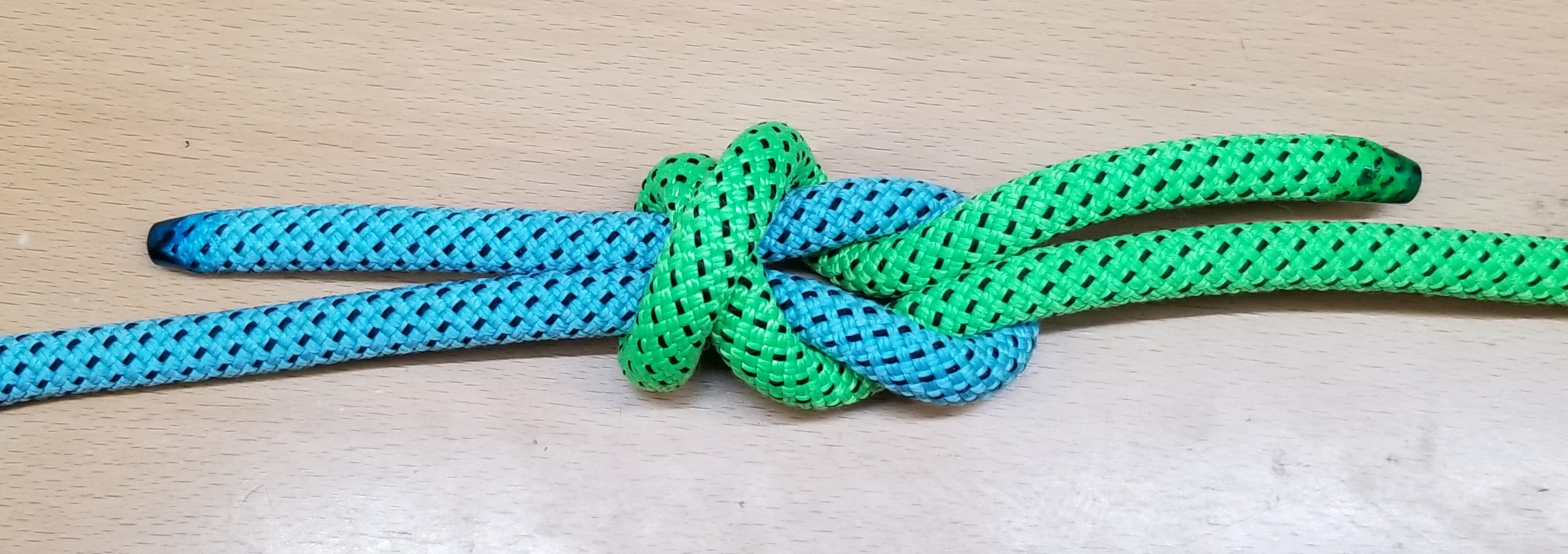
Einfacher Simon-Über Ebenfalls ein Verbindungsknoten.
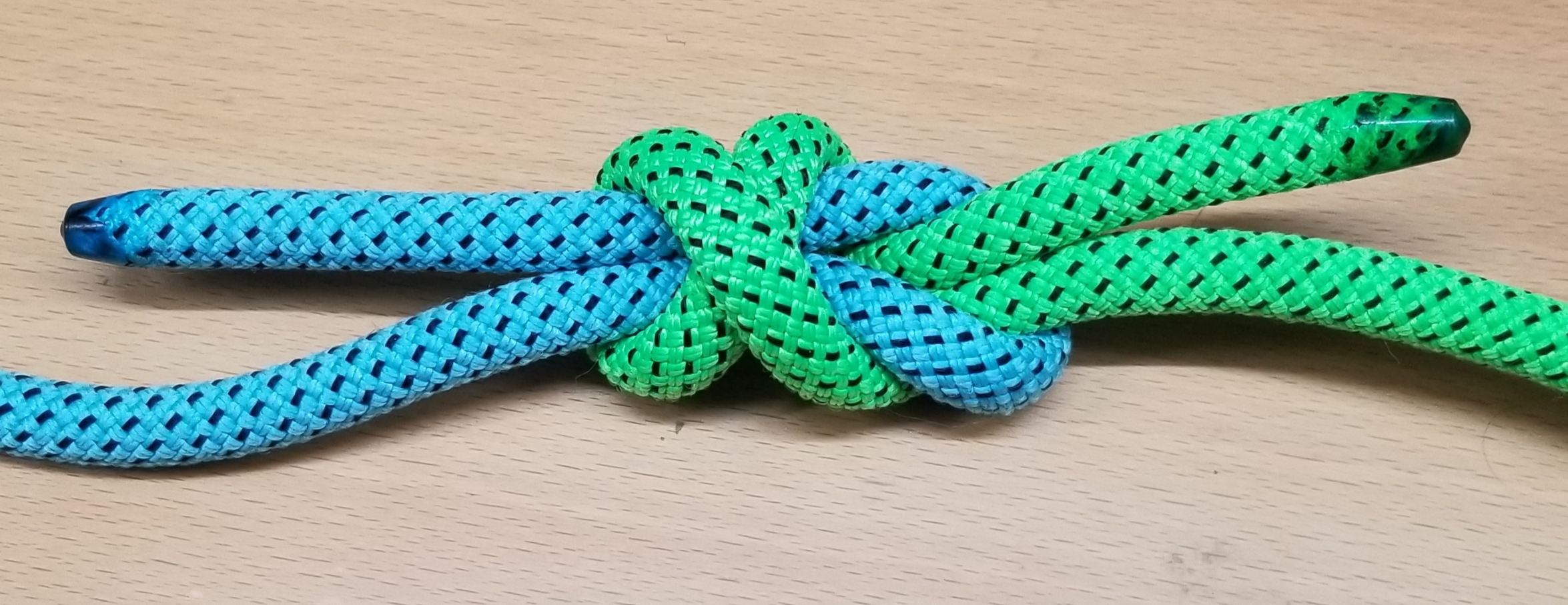
Ähnlich aber sicherer als der Einfache Simon-Über ist der Einfache Simon-Unter.
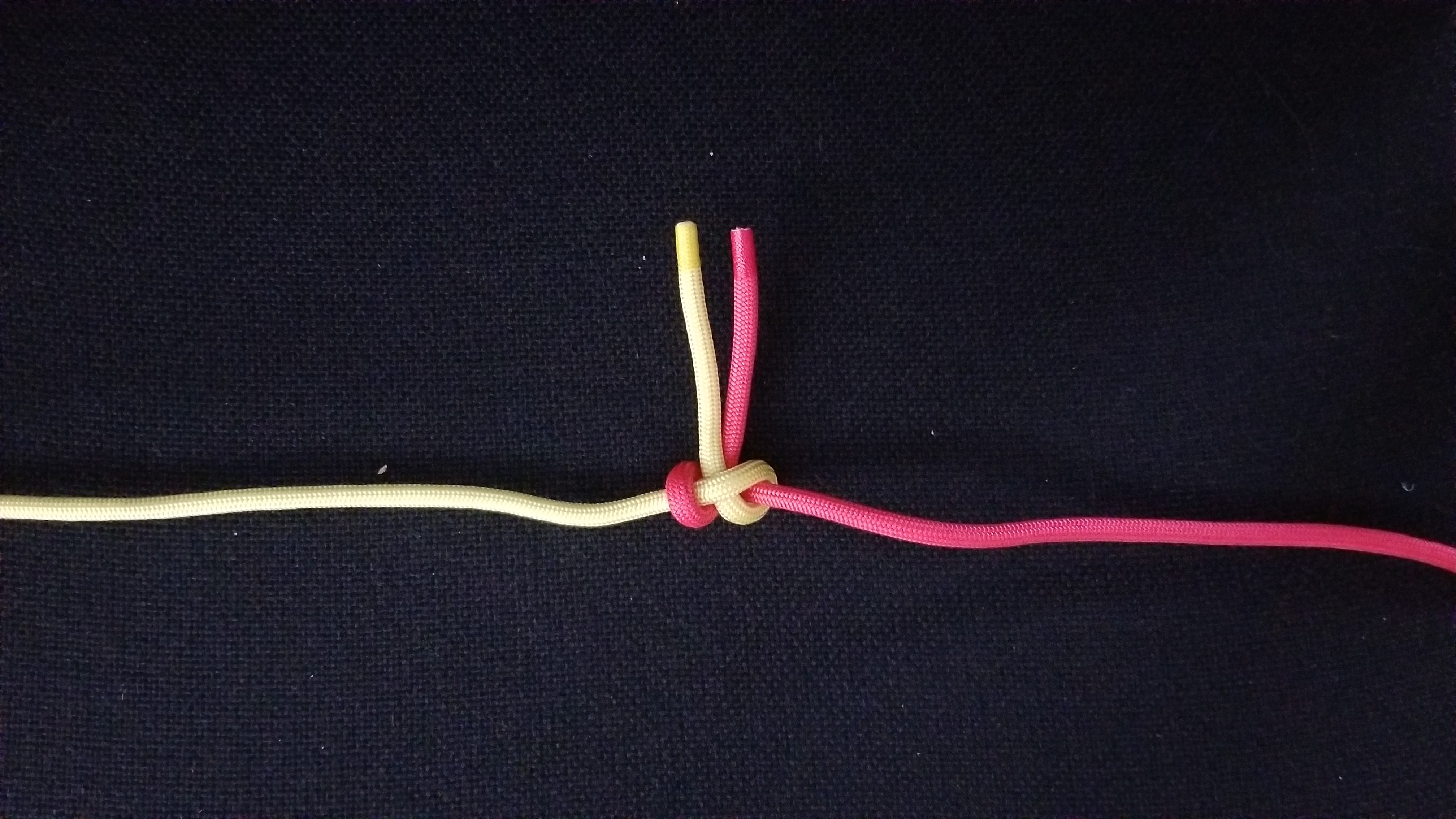
Der „Was-Nicht-Alles (1) Knoten“ gehört eigentlich zu den Trickknoten und ist unsicherer als der Schotstek.
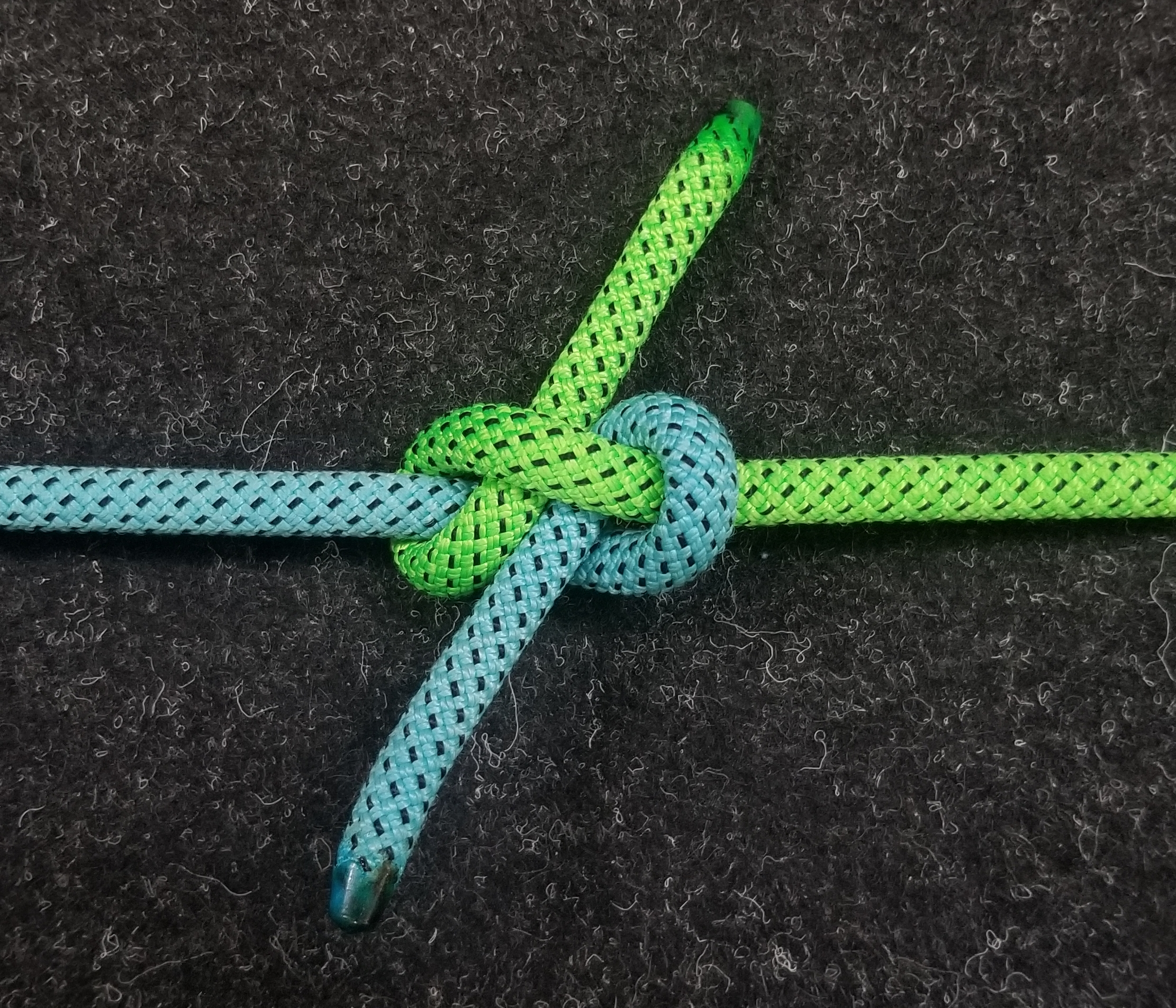
Augenstek. Jeweils ein Halber Schlag um die andere Leine. Hält aber nur bei sich verkneifendem Material, ansonsten sehr unsicher.

## Abwandlungen

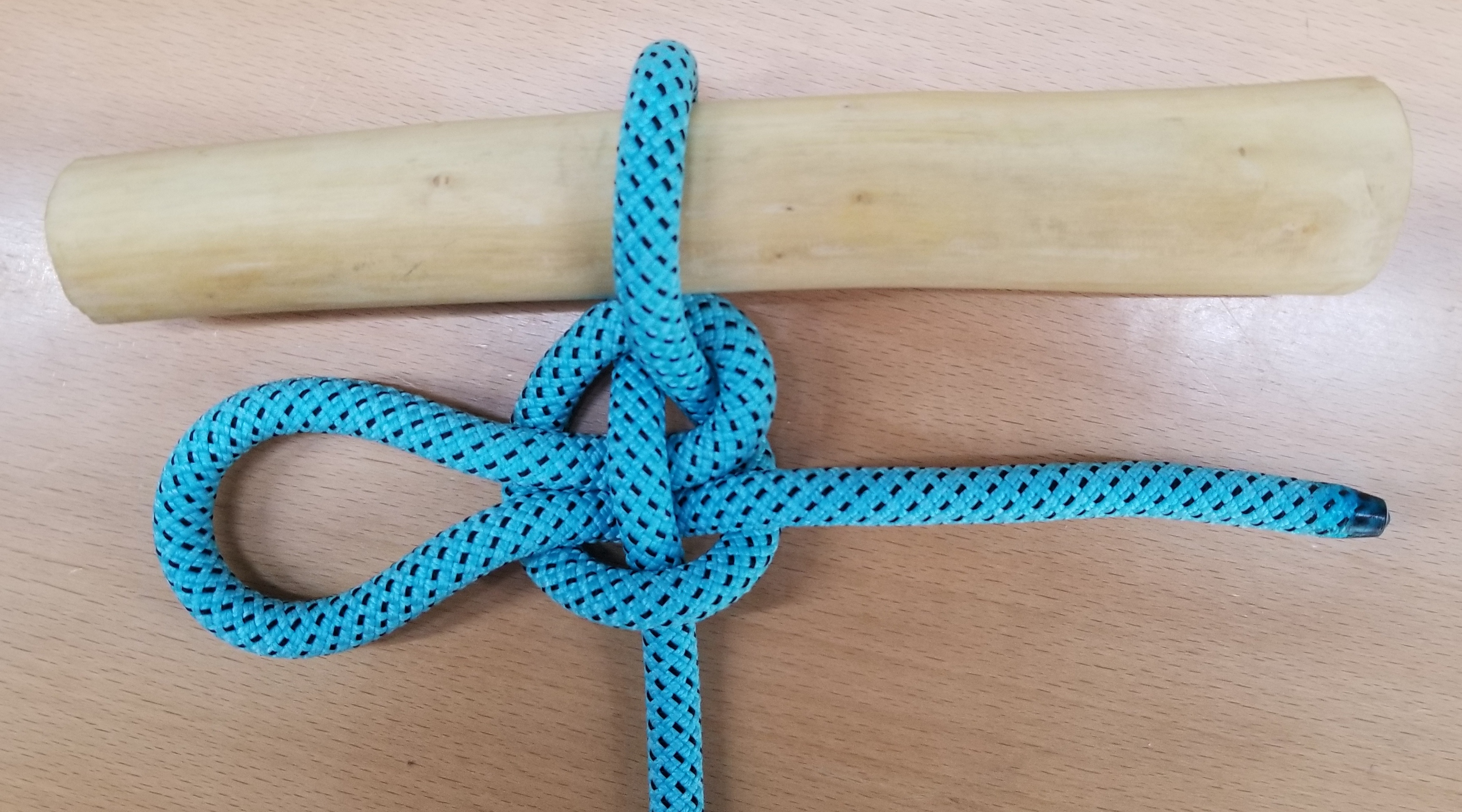
Schotknotenstek auf Slip

- Der Schotknotenstek auf Slip benutzt das Grundprinzip des Schotsteks, wird aber nur mit einem Seil gebunden. Dieser ist kein Verbindungsknoten, sondern ein Gleit- und Halteknoten, bzw. ein Anbindeknoten für ein kleines Boot oder ein Weidetier, der sich leicht wieder lösen lässt.